# Liste des lignes de bus du réseau Citéline
Pour un article plus général, voir Transports en commun de Thionville Fensch.
Les lignes de bus du réseau Citéline desservent toutes les villes de Moselle indiquées ici.

## Lignes actuelles du réseau
En septembre 2020, le réseau Citéline avait été restructuré dans l'optique de préparer l'arrivée de Citézen, le futur bus à haut niveau de service, en 2026. Mais face aux nombreuses critiques sur les réseaux sociaux et avec l'appui de la toute nouvelle association d'usagers du réseau, l'ancienne offre de transport est rétablie le 19 octobre 2020. Ce nouveau réseau a été réétudié avant d'être mis définitivement en place le 22 février 2021.

### Lignes structurantes
| Ligne | Caractéristiques | Caractéristiques                                                                                      | Caractéristiques                                                                                      | Caractéristiques                                                                                      | Caractéristiques                                                                                      | Caractéristiques                                                                                      | Caractéristiques                                                                                      | Caractéristiques                                                                                      | Caractéristiques                                                                                      |
| S01   | Yutz Aéroparc / Basse-Ham Corail ⥋ Thionville Linkling 3 | Yutz Aéroparc / Basse-Ham Corail ⥋ Thionville Linkling 3                                              | Yutz Aéroparc / Basse-Ham Corail ⥋ Thionville Linkling 3                                              | Yutz Aéroparc / Basse-Ham Corail ⥋ Thionville Linkling 3                                              | Yutz Aéroparc / Basse-Ham Corail ⥋ Thionville Linkling 3                                              | Yutz Aéroparc / Basse-Ham Corail ⥋ Thionville Linkling 3                                              | Yutz Aéroparc / Basse-Ham Corail ⥋ Thionville Linkling 3                                              | Yutz Aéroparc / Basse-Ham Corail ⥋ Thionville Linkling 3                                              | Yutz Aéroparc / Basse-Ham Corail ⥋ Thionville Linkling 3                                              |
| ----- | --- | --- | --- | --- | --- | --- | --- | --- | --- |
| S01   | Ouverture / Fermeture 22 février 2021 / — | Longueur —                                                                                            | Durée —                                                                                               | Nb. d’arrêts —                                                                                        | Matériel —                                                                                            | Jours de fonctionnement L, Ma, Me, J, V, S                                                            | Jour / Soir / Nuit / Fêtes O / N / N / N                                                              | Voy. / an —                                                                                           | Dépôt —                                                                                               |
| S01   | Desserte : Basse-Ham, Yutz, Thionville | | | | | | | | |
| S01   | Autre : | | | | | | | | |
| S01   | Dernière actualisation : — | | | | | | | | |
| S02   | Thionville Gassion ⥋ Thionville Bel Air 1 | Thionville Gassion ⥋ Thionville Bel Air 1                                                             | Thionville Gassion ⥋ Thionville Bel Air 1                                                             | Thionville Gassion ⥋ Thionville Bel Air 1                                                             | Thionville Gassion ⥋ Thionville Bel Air 1                                                             | Thionville Gassion ⥋ Thionville Bel Air 1                                                             | Thionville Gassion ⥋ Thionville Bel Air 1                                                             | Thionville Gassion ⥋ Thionville Bel Air 1                                                             | Thionville Gassion ⥋ Thionville Bel Air 1                                                             |
| S02   | Ouverture / Fermeture 22 février 2021 / — | Longueur —                                                                                            | Durée —                                                                                               | Nb. d’arrêts —                                                                                        | Matériel —                                                                                            | Jours de fonctionnement L, Ma, Me, J, V, S                                                            | Jour / Soir / Nuit / Fêtes O / N / N / N                                                              | Voy. / an —                                                                                           | Dépôt —                                                                                               |
| S02   | Desserte : Thionville | | | | | | | | |
| S02   | Autre : | | | | | | | | |
| S02   | Dernière actualisation : — | | | | | | | | |
| S03   | Uckange Route de Metz ⥋ Florange Moulin Daspich | Uckange Route de Metz ⥋ Florange Moulin Daspich                                                       | Uckange Route de Metz ⥋ Florange Moulin Daspich                                                       | Uckange Route de Metz ⥋ Florange Moulin Daspich                                                       | Uckange Route de Metz ⥋ Florange Moulin Daspich                                                       | Uckange Route de Metz ⥋ Florange Moulin Daspich                                                       | Uckange Route de Metz ⥋ Florange Moulin Daspich                                                       | Uckange Route de Metz ⥋ Florange Moulin Daspich                                                       | Uckange Route de Metz ⥋ Florange Moulin Daspich                                                       |
| S03   | Ouverture / Fermeture 22 février 2021 / — | Longueur —                                                                                            | Durée —                                                                                               | Nb. d’arrêts —                                                                                        | Matériel —                                                                                            | Jours de fonctionnement L, Ma, Me, J, V, S                                                            | Jour / Soir / Nuit / Fêtes O / N / N / N                                                              | Voy. / an —                                                                                           | Dépôt —                                                                                               |
| S03   | Desserte : Uckange, Fameck, Florange | | | | | | | | |
| S03   | Autre : | | | | | | | | |
| S03   | Dernière actualisation : — | | | | | | | | |
| S04   | Algrange Terminus ⥋ Hayange Centre Aquatique Féralia | Algrange Terminus ⥋ Hayange Centre Aquatique Féralia                                                  | Algrange Terminus ⥋ Hayange Centre Aquatique Féralia                                                  | Algrange Terminus ⥋ Hayange Centre Aquatique Féralia                                                  | Algrange Terminus ⥋ Hayange Centre Aquatique Féralia                                                  | Algrange Terminus ⥋ Hayange Centre Aquatique Féralia                                                  | Algrange Terminus ⥋ Hayange Centre Aquatique Féralia                                                  | Algrange Terminus ⥋ Hayange Centre Aquatique Féralia                                                  | Algrange Terminus ⥋ Hayange Centre Aquatique Féralia                                                  |
| S04   | Ouverture / Fermeture 22 février 2021 / — | Longueur —                                                                                            | Durée —                                                                                               | Nb. d’arrêts —                                                                                        | Matériel —                                                                                            | Jours de fonctionnement L, Ma, Me, J, V, S                                                            | Jour / Soir / Nuit / Fêtes O / N / N / N                                                              | Voy. / an —                                                                                           | Dépôt —                                                                                               |
| S04   | Desserte : Algrange, Nilvange, Knutange, Hayange | | | | | | | | |
| S04   | Autre : | | | | | | | | |
| S04   | Dernière actualisation : — | | | | | | | | |
| S05   | Fontoy Super U ⥋ Hayange Hôpital | Fontoy Super U ⥋ Hayange Hôpital                                                                      | Fontoy Super U ⥋ Hayange Hôpital                                                                      | Fontoy Super U ⥋ Hayange Hôpital                                                                      | Fontoy Super U ⥋ Hayange Hôpital                                                                      | Fontoy Super U ⥋ Hayange Hôpital                                                                      | Fontoy Super U ⥋ Hayange Hôpital                                                                      | Fontoy Super U ⥋ Hayange Hôpital                                                                      | Fontoy Super U ⥋ Hayange Hôpital                                                                      |
| S05   | Ouverture / Fermeture 22 février 2021 / — | Longueur —                                                                                            | Durée —                                                                                               | Nb. d’arrêts —                                                                                        | Matériel —                                                                                            | Jours de fonctionnement L, Ma, Me, J, V, S                                                            | Jour / Soir / Nuit / Fêtes O / N / N / N                                                              | Voy. / an —                                                                                           | Dépôt —                                                                                               |
| S05   | Desserte : Fontoy, Knutange, Hayange | | | | | | | | |
| S05   | Autre : | | | | | | | | |
| S05   | Dernière actualisation : — | | | | | | | | |
| S06   | Stuckange Liberté ⥋ Thionville Foch Liberté / Hélène Boucher | Stuckange Liberté ⥋ Thionville Foch Liberté / Hélène Boucher                                          | Stuckange Liberté ⥋ Thionville Foch Liberté / Hélène Boucher                                          | Stuckange Liberté ⥋ Thionville Foch Liberté / Hélène Boucher                                          | Stuckange Liberté ⥋ Thionville Foch Liberté / Hélène Boucher                                          | Stuckange Liberté ⥋ Thionville Foch Liberté / Hélène Boucher                                          | Stuckange Liberté ⥋ Thionville Foch Liberté / Hélène Boucher                                          | Stuckange Liberté ⥋ Thionville Foch Liberté / Hélène Boucher                                          | Stuckange Liberté ⥋ Thionville Foch Liberté / Hélène Boucher                                          |
| S06   | Ouverture / Fermeture 22 février 2021 / — | Longueur —                                                                                            | Durée —                                                                                               | Nb. d’arrêts —                                                                                        | Matériel —                                                                                            | Jours de fonctionnement L, Ma, Me, J, V, S                                                            | Jour / Soir / Nuit / Fêtes O / N / N / N                                                              | Voy. / an —                                                                                           | Dépôt —                                                                                               |
| S06   | Desserte : Stuckange, Kuntzig, Yutz, Thionville | | | | | | | | |
| S06   | Autre : | | | | | | | | |
| S06   | Dernière actualisation : — | | | | | | | | |
| S07   | Uckange Route de Metz ⥋ Thionville Linkling 3 | Uckange Route de Metz ⥋ Thionville Linkling 3                                                         | Uckange Route de Metz ⥋ Thionville Linkling 3                                                         | Uckange Route de Metz ⥋ Thionville Linkling 3                                                         | Uckange Route de Metz ⥋ Thionville Linkling 3                                                         | Uckange Route de Metz ⥋ Thionville Linkling 3                                                         | Uckange Route de Metz ⥋ Thionville Linkling 3                                                         | Uckange Route de Metz ⥋ Thionville Linkling 3                                                         | Uckange Route de Metz ⥋ Thionville Linkling 3                                                         |
| S07   | Ouverture / Fermeture 22 février 2021 / — | Longueur —                                                                                            | Durée —                                                                                               | Nb. d’arrêts —                                                                                        | Matériel —                                                                                            | Jours de fonctionnement L, Ma, Me, J, V, S                                                            | Jour / Soir / Nuit / Fêtes O / N / N / N                                                              | Voy. / an —                                                                                           | Dépôt —                                                                                               |
| S07   | Desserte : Uckange, Fameck, Serémange-Erzange, Florange, Terville, Thionville                                                                                    | | | | | | | | |
| S07   | Autre : | | | | | | | | |
| S07   | Dernière actualisation : — | | | | | | | | |
| S08   | Cattenom Sentzich Synagogue ⥋ Thionville Elange Ruisseau | Cattenom Sentzich Synagogue ⥋ Thionville Elange Ruisseau                                              | Cattenom Sentzich Synagogue ⥋ Thionville Elange Ruisseau                                              | Cattenom Sentzich Synagogue ⥋ Thionville Elange Ruisseau                                              | Cattenom Sentzich Synagogue ⥋ Thionville Elange Ruisseau                                              | Cattenom Sentzich Synagogue ⥋ Thionville Elange Ruisseau                                              | Cattenom Sentzich Synagogue ⥋ Thionville Elange Ruisseau                                              | Cattenom Sentzich Synagogue ⥋ Thionville Elange Ruisseau                                              | Cattenom Sentzich Synagogue ⥋ Thionville Elange Ruisseau                                              |
| S08   | Ouverture / Fermeture 22 février 2021 / — | Longueur —                                                                                            | Durée —                                                                                               | Nb. d’arrêts —                                                                                        | Matériel —                                                                                            | Jours de fonctionnement L, Ma, Me, J, V, S                                                            | Jour / Soir / Nuit / Fêtes O / N / N / N                                                              | Voy. / an —                                                                                           | Dépôt —                                                                                               |
| S08   | Desserte : Cattenom Sentzich, Centre, Husange, Thionville Kœking, Garche, Manom Lagrange, Thionville Centre, Terville, Thionville Veymerange, Elange             | | | | | | | | |
| S08   | Autre : | | | | | | | | |
| S08   | Dernière actualisation : — | | | | | | | | |
| S09   | Thionville Œutrange Saint-Luc / Hettange-Grande Cité Sœtrich ⥋ Guénange Rue Haute / Guénange Guélange                                                            | Thionville Œutrange Saint-Luc / Hettange-Grande Cité Sœtrich ⥋ Guénange Rue Haute / Guénange Guélange | Thionville Œutrange Saint-Luc / Hettange-Grande Cité Sœtrich ⥋ Guénange Rue Haute / Guénange Guélange | Thionville Œutrange Saint-Luc / Hettange-Grande Cité Sœtrich ⥋ Guénange Rue Haute / Guénange Guélange | Thionville Œutrange Saint-Luc / Hettange-Grande Cité Sœtrich ⥋ Guénange Rue Haute / Guénange Guélange | Thionville Œutrange Saint-Luc / Hettange-Grande Cité Sœtrich ⥋ Guénange Rue Haute / Guénange Guélange | Thionville Œutrange Saint-Luc / Hettange-Grande Cité Sœtrich ⥋ Guénange Rue Haute / Guénange Guélange | Thionville Œutrange Saint-Luc / Hettange-Grande Cité Sœtrich ⥋ Guénange Rue Haute / Guénange Guélange | Thionville Œutrange Saint-Luc / Hettange-Grande Cité Sœtrich ⥋ Guénange Rue Haute / Guénange Guélange |
| S09   | Ouverture / Fermeture 22 février 2021 / — | Longueur —                                                                                            | Durée —                                                                                               | Nb. d’arrêts —                                                                                        | Matériel —                                                                                            | Jours de fonctionnement L, Ma, Me, J, V, S                                                            | Jour / Soir / Nuit / Fêtes O / N / N / N                                                              | Voy. / an —                                                                                           | Dépôt —                                                                                               |
| S09   | Desserte : Thionville Œutrange, Entrange, Hettange-Grande, Manom Maison-Rouge, Lagrange, Thionville Centre, Illange, Bertrange, Guénange Centre / Guélange       | | | | | | | | |
| S09   | Autre : | | | | | | | | |
| S09   | Dernière actualisation : — | | | | | | | | |
| S10   | Volmerange-les-Mines Douane ⥋ Yutz I.U.T. | Volmerange-les-Mines Douane ⥋ Yutz I.U.T.                                                             | Volmerange-les-Mines Douane ⥋ Yutz I.U.T.                                                             | Volmerange-les-Mines Douane ⥋ Yutz I.U.T.                                                             | Volmerange-les-Mines Douane ⥋ Yutz I.U.T.                                                             | Volmerange-les-Mines Douane ⥋ Yutz I.U.T.                                                             | Volmerange-les-Mines Douane ⥋ Yutz I.U.T.                                                             | Volmerange-les-Mines Douane ⥋ Yutz I.U.T.                                                             | Volmerange-les-Mines Douane ⥋ Yutz I.U.T.                                                             |
| S10   | Ouverture / Fermeture 22 février 2021 / — | Longueur —                                                                                            | Durée —                                                                                               | Nb. d’arrêts —                                                                                        | Matériel —                                                                                            | Jours de fonctionnement L, Ma, Me, J, V, S                                                            | Jour / Soir / Nuit / Fêtes O / N / N / N                                                              | Voy. / an —                                                                                           | Dépôt —                                                                                               |
| S10   | Desserte : Volmerange-les-Mines, Kanfen, Hettange-Grande, Manom Maison-Rouge, Lagrange, Thionville, Yutz                                                         | | | | | | | | |
| S10   | Autre : Cette ligne fonctionne à la demande de 9h15 à 15h30. Le service ne circule alors que de Volmerange-les-Mines Douane à Hettange-Grande Centre Commercial. | | | | | | | | |
| S10   | Dernière actualisation : — | | | | | | | | |
| S11   | Thionville Œutrange Saint-Luc ⥋ Hettange-Grande Tilleuls / Thionville Galliéni                                                                                   | Thionville Œutrange Saint-Luc ⥋ Hettange-Grande Tilleuls / Thionville Galliéni                        | Thionville Œutrange Saint-Luc ⥋ Hettange-Grande Tilleuls / Thionville Galliéni                        | Thionville Œutrange Saint-Luc ⥋ Hettange-Grande Tilleuls / Thionville Galliéni                        | Thionville Œutrange Saint-Luc ⥋ Hettange-Grande Tilleuls / Thionville Galliéni                        | Thionville Œutrange Saint-Luc ⥋ Hettange-Grande Tilleuls / Thionville Galliéni                        | Thionville Œutrange Saint-Luc ⥋ Hettange-Grande Tilleuls / Thionville Galliéni                        | Thionville Œutrange Saint-Luc ⥋ Hettange-Grande Tilleuls / Thionville Galliéni                        | Thionville Œutrange Saint-Luc ⥋ Hettange-Grande Tilleuls / Thionville Galliéni                        |
| S11   | Ouverture / Fermeture 22 février 2021 / — | Longueur —                                                                                            | Durée —                                                                                               | Nb. d’arrêts —                                                                                        | Matériel —                                                                                            | Jours de fonctionnement L, Ma, Me, J, V, S                                                            | Jour / Soir / Nuit / Fêtes O / N / N / N                                                              | Voy. / an —                                                                                           | Dépôt —                                                                                               |
| S11   | Desserte : Thionville Œutrange, Entrange, Hettange-Grande Sœtrich, Centre, Manom Maison-Rouge, Lagrange, Thionville Centre                                       | | | | | | | | |
| S11   | Autre : Cette ligne fonctionne à la demande de 9h15 à 15h30 | | | | | | | | |
| S11   | Dernière actualisation : — | | | | | | | | |
| S12   | Thionville Linkling 3 ⥋ Manom Pommiers | Thionville Linkling 3 ⥋ Manom Pommiers                                                                | Thionville Linkling 3 ⥋ Manom Pommiers                                                                | Thionville Linkling 3 ⥋ Manom Pommiers                                                                | Thionville Linkling 3 ⥋ Manom Pommiers                                                                | Thionville Linkling 3 ⥋ Manom Pommiers                                                                | Thionville Linkling 3 ⥋ Manom Pommiers                                                                | Thionville Linkling 3 ⥋ Manom Pommiers                                                                | Thionville Linkling 3 ⥋ Manom Pommiers                                                                |
| S12   | Ouverture / Fermeture 22 février 2021 / — | Longueur —                                                                                            | Durée —                                                                                               | Nb. d’arrêts —                                                                                        | Matériel —                                                                                            | Jours de fonctionnement L, Ma, Me, J, V, S                                                            | Jour / Soir / Nuit / Fêtes O / N / N / N                                                              | Voy. / an —                                                                                           | Dépôt —                                                                                               |
| S12   | Desserte : Thionville, Manom | | | | | | | | |
| S12   | Autre : | | | | | | | | |
| S12   | Dernière actualisation : — | | | | | | | | |
| S13   | ? ⥋ ? | ? ⥋ ?                                                                                                 | ? ⥋ ?                                                                                                 | ? ⥋ ?                                                                                                 | ? ⥋ ?                                                                                                 | ? ⥋ ?                                                                                                 | ? ⥋ ?                                                                                                 | ? ⥋ ?                                                                                                 | ? ⥋ ?                                                                                                 |
| S13   | Ouverture / Fermeture — / — | Longueur —                                                                                            | Durée —                                                                                               | Nb. d’arrêts —                                                                                        | Matériel —                                                                                            | Jours de fonctionnement —                                                                             | Jour / Soir / Nuit / Fêtes — / — / — / —                                                              | Voy. / an —                                                                                           | Dépôt —                                                                                               |
| S13   | Desserte : — | | | | | | | | |
| S13   | Autre : | | | | | | | | |
| S13   | Dernière actualisation : — | | | | | | | | |
| S14   | ? ⥋ ? | ? ⥋ ?                                                                                                 | ? ⥋ ?                                                                                                 | ? ⥋ ?                                                                                                 | ? ⥋ ?                                                                                                 | ? ⥋ ?                                                                                                 | ? ⥋ ?                                                                                                 | ? ⥋ ?                                                                                                 | ? ⥋ ?                                                                                                 |
| S14   | Ouverture / Fermeture — / — | Longueur —                                                                                            | Durée —                                                                                               | Nb. d’arrêts —                                                                                        | Matériel —                                                                                            | Jours de fonctionnement —                                                                             | Jour / Soir / Nuit / Fêtes — / — / — / —                                                              | Voy. / an —                                                                                           | Dépôt —                                                                                               |
| S14   | Desserte : — | | | | | | | | |
| S14   | Autre : | | | | | | | | |
| S14   | Dernière actualisation : — | | | | | | | | |
| S20   | Hayange Esplanade ⥋ Thionville Gare SNCF | Hayange Esplanade ⥋ Thionville Gare SNCF                                                              | Hayange Esplanade ⥋ Thionville Gare SNCF                                                              | Hayange Esplanade ⥋ Thionville Gare SNCF                                                              | Hayange Esplanade ⥋ Thionville Gare SNCF                                                              | Hayange Esplanade ⥋ Thionville Gare SNCF                                                              | Hayange Esplanade ⥋ Thionville Gare SNCF                                                              | Hayange Esplanade ⥋ Thionville Gare SNCF                                                              | Hayange Esplanade ⥋ Thionville Gare SNCF                                                              |
| S20   | Ouverture / Fermeture 22 février 2021 / — | Longueur —                                                                                            | Durée —                                                                                               | Nb. d’arrêts —                                                                                        | Matériel —                                                                                            | Jours de fonctionnement L, Ma, Me, J, V, S                                                            | Jour / Soir / Nuit / Fêtes O / N / N / N                                                              | Voy. / an —                                                                                           | Dépôt —                                                                                               |
| S20   | Desserte : Hayange Centre, Serémange-Erzange, Florange, Terville, Thionville                                                                                     | | | | | | | | |
| S20   | Évolution : La ligne a été prolongée jusqu’à la gare SNCF, tandis que son départ a été raccourci à Hayange Esplanade. Autre :                                    | | | | | | | | |
| S20   | Dernière actualisation : 2 septembre 2024 | | | | | | | | |
| S21   | Hayange Saint-Nicolas-en-Forêt Bout des Terres ⥋ Thionville Foch Fontaine / Hélène Boucher                                                                       | Hayange Saint-Nicolas-en-Forêt Bout des Terres ⥋ Thionville Foch Fontaine / Hélène Boucher            | Hayange Saint-Nicolas-en-Forêt Bout des Terres ⥋ Thionville Foch Fontaine / Hélène Boucher            | Hayange Saint-Nicolas-en-Forêt Bout des Terres ⥋ Thionville Foch Fontaine / Hélène Boucher            | Hayange Saint-Nicolas-en-Forêt Bout des Terres ⥋ Thionville Foch Fontaine / Hélène Boucher            | Hayange Saint-Nicolas-en-Forêt Bout des Terres ⥋ Thionville Foch Fontaine / Hélène Boucher            | Hayange Saint-Nicolas-en-Forêt Bout des Terres ⥋ Thionville Foch Fontaine / Hélène Boucher            | Hayange Saint-Nicolas-en-Forêt Bout des Terres ⥋ Thionville Foch Fontaine / Hélène Boucher            | Hayange Saint-Nicolas-en-Forêt Bout des Terres ⥋ Thionville Foch Fontaine / Hélène Boucher            |
| S21   | Ouverture / Fermeture 22 février 2021 / 2 septembre 2024 | Longueur —                                                                                            | Durée —                                                                                               | Nb. d’arrêts —                                                                                        | Matériel —                                                                                            | Jours de fonctionnement L, Ma, Me, J, V, S                                                            | Jour / Soir / Nuit / Fêtes O / N / N / N                                                              | Voy. / an —                                                                                           | Dépôt —                                                                                               |
| S21   | Desserte : Hayange Saint-Nicolas-en-Forêt, Haut, Centre, Serémange-Erzange, Florange, Terville, Thionville                                                       | | | | | | | | |
| S21   | Évolution : La ligne a été fusionnée avec la ligne S20. Autre : L'itinéraire est commun à celui de la ligne S20 de Hayange Esplanade à Thionville.               | | | | | | | | |
| S21   | Dernière actualisation : — | | | | | | | | |
| S22   | Hayange Cité des Grands Bois ⥋ Thionville Foch Wax via Le Konacker                                                                                               | Hayange Cité des Grands Bois ⥋ Thionville Foch Wax via Le Konacker                                    | Hayange Cité des Grands Bois ⥋ Thionville Foch Wax via Le Konacker                                    | Hayange Cité des Grands Bois ⥋ Thionville Foch Wax via Le Konacker                                    | Hayange Cité des Grands Bois ⥋ Thionville Foch Wax via Le Konacker                                    | Hayange Cité des Grands Bois ⥋ Thionville Foch Wax via Le Konacker                                    | Hayange Cité des Grands Bois ⥋ Thionville Foch Wax via Le Konacker                                    | Hayange Cité des Grands Bois ⥋ Thionville Foch Wax via Le Konacker                                    | Hayange Cité des Grands Bois ⥋ Thionville Foch Wax via Le Konacker                                    |
| S22   | Ouverture / Fermeture 22 février 2021 / — | Longueur —                                                                                            | Durée —                                                                                               | Nb. d’arrêts —                                                                                        | Matériel —                                                                                            | Jours de fonctionnement L, Ma, Me, J, V, S                                                            | Jour / Soir / Nuit / Fêtes O / N / N / N                                                              | Voy. / an —                                                                                           | Dépôt —                                                                                               |
| S22   | Desserte : Hayange Haut, Centre, Nilvange, Hayange Le Konacker, Thionville Beuvange, Cinéma, Centre                                                              | | | | | | | | |
| S22   | Autre : L'itinéraire est commun à celui de la ligne S23 de Hayange Cité des Grands Bois à Hayange Esplanade et de Thionville P+R Metzange à Thionville Foch Wax. | | | | | | | | |
| S22   | Dernière actualisation : — | | | | | | | | |
| S23   | Hayange Cité des Grands Bois ⥋ Thionville Foch Wax via Marspich                                                                                                  | Hayange Cité des Grands Bois ⥋ Thionville Foch Wax via Marspich                                       | Hayange Cité des Grands Bois ⥋ Thionville Foch Wax via Marspich                                       | Hayange Cité des Grands Bois ⥋ Thionville Foch Wax via Marspich                                       | Hayange Cité des Grands Bois ⥋ Thionville Foch Wax via Marspich                                       | Hayange Cité des Grands Bois ⥋ Thionville Foch Wax via Marspich                                       | Hayange Cité des Grands Bois ⥋ Thionville Foch Wax via Marspich                                       | Hayange Cité des Grands Bois ⥋ Thionville Foch Wax via Marspich                                       | Hayange Cité des Grands Bois ⥋ Thionville Foch Wax via Marspich                                       |
| S23   | Ouverture / Fermeture 22 février 2021 / — | Longueur —                                                                                            | Durée —                                                                                               | Nb. d’arrêts —                                                                                        | Matériel —                                                                                            | Jours de fonctionnement L, Ma, Me, J, V, S                                                            | Jour / Soir / Nuit / Fêtes O / N / N / N                                                              | Voy. / an —                                                                                           | Dépôt —                                                                                               |
| S23   | Desserte : Hayange Haut, Centre, Marspich, Thionville Volkrange, Beuvange, Cinéma, Centre                                                                        | | | | | | | | |
| S23   | Autre : L'itinéraire est commun à celui de la ligne S22 de Hayange Cité des Grands Bois à Hayange Esplanade et de Thionville P+R Metzange à Thionville Foch Wax. | | | | | | | | |
| S23   | Dernière actualisation : — | | | | | | | | |
| S24   | Yutz Arc-en-Ciel / Yutz Aéroparc ⥋ Thionville Foch Liberté / Hélène Boucher                                                                                      | Yutz Arc-en-Ciel / Yutz Aéroparc ⥋ Thionville Foch Liberté / Hélène Boucher                           | Yutz Arc-en-Ciel / Yutz Aéroparc ⥋ Thionville Foch Liberté / Hélène Boucher                           | Yutz Arc-en-Ciel / Yutz Aéroparc ⥋ Thionville Foch Liberté / Hélène Boucher                           | Yutz Arc-en-Ciel / Yutz Aéroparc ⥋ Thionville Foch Liberté / Hélène Boucher                           | Yutz Arc-en-Ciel / Yutz Aéroparc ⥋ Thionville Foch Liberté / Hélène Boucher                           | Yutz Arc-en-Ciel / Yutz Aéroparc ⥋ Thionville Foch Liberté / Hélène Boucher                           | Yutz Arc-en-Ciel / Yutz Aéroparc ⥋ Thionville Foch Liberté / Hélène Boucher                           | Yutz Arc-en-Ciel / Yutz Aéroparc ⥋ Thionville Foch Liberté / Hélène Boucher                           |
| S24   | Ouverture / Fermeture 22 février 2021 / — | Longueur —                                                                                            | Durée —                                                                                               | Nb. d’arrêts —                                                                                        | Matériel —                                                                                            | Jours de fonctionnement L, Ma, Me, J, V, S                                                            | Jour / Soir / Nuit / Fêtes O / N / N / N                                                              | Voy. / an —                                                                                           | Dépôt —                                                                                               |
| S24   | Desserte : Yutz, Thionville | | | | | | | | |
| S24   | Autre : | | | | | | | | |
| S24   | Dernière actualisation : — | | | | | | | | |

### Lignes du dimanche
| Ligne | Caractéristiques                                                            | Caractéristiques                           | Caractéristiques                           | Caractéristiques                           | Caractéristiques                           | Caractéristiques                           | Caractéristiques                           | Caractéristiques                           | Caractéristiques                           |
| D25   | Hayange Esplanade ⥋ Yutz Aéroparc                                           | Hayange Esplanade ⥋ Yutz Aéroparc          | Hayange Esplanade ⥋ Yutz Aéroparc          | Hayange Esplanade ⥋ Yutz Aéroparc          | Hayange Esplanade ⥋ Yutz Aéroparc          | Hayange Esplanade ⥋ Yutz Aéroparc          | Hayange Esplanade ⥋ Yutz Aéroparc          | Hayange Esplanade ⥋ Yutz Aéroparc          | Hayange Esplanade ⥋ Yutz Aéroparc          |
| ----- | --------------------------------------------------------------------------- | ------------------------------------------ | ------------------------------------------ | ------------------------------------------ | ------------------------------------------ | ------------------------------------------ | ------------------------------------------ | ------------------------------------------ | ------------------------------------------ |
| D25   | Ouverture / Fermeture 28 février 2021 / —                                   | Longueur —                                 | Durée —                                    | Nb. d’arrêts —                             | Matériel —                                 | Jours de fonctionnement D                  | Jour / Soir / Nuit / Fêtes O / N / N / O   | Voy. / an —                                | Dépôt —                                    |
| D25   | Desserte : Hayange, Serémange-Erzange, Florange, Terville, Thionville, Yutz |                                            |                                            |                                            |                                            |                                            |                                            |                                            |                                            |
| D25   | Autre :                                                                     |                                            |                                            |                                            |                                            |                                            |                                            |                                            |                                            |
| D25   | Dernière actualisation : —                                                  |                                            |                                            |                                            |                                            |                                            |                                            |                                            |                                            |
| D26   | Thionville P+R Metzange ⥋ Yutz Arc-en-Ciel                                  | Thionville P+R Metzange ⥋ Yutz Arc-en-Ciel | Thionville P+R Metzange ⥋ Yutz Arc-en-Ciel | Thionville P+R Metzange ⥋ Yutz Arc-en-Ciel | Thionville P+R Metzange ⥋ Yutz Arc-en-Ciel | Thionville P+R Metzange ⥋ Yutz Arc-en-Ciel | Thionville P+R Metzange ⥋ Yutz Arc-en-Ciel | Thionville P+R Metzange ⥋ Yutz Arc-en-Ciel | Thionville P+R Metzange ⥋ Yutz Arc-en-Ciel |
| D26   | Ouverture / Fermeture 28 février 2021 / —                                   | Longueur —                                 | Durée —                                    | Nb. d’arrêts —                             | Matériel —                                 | Jours de fonctionnement D                  | Jour / Soir / Nuit / Fêtes O / N / N / O   | Voy. / an —                                | Dépôt —                                    |
| D26   | Desserte : Thionville Cinéma, Centre, Yutz                                  |                                            |                                            |                                            |                                            |                                            |                                            |                                            |                                            |
| D26   | Autre :                                                                     |                                            |                                            |                                            |                                            |                                            |                                            |                                            |                                            |
| D26   | Dernière actualisation : —                                                  |                                            |                                            |                                            |                                            |                                            |                                            |                                            |                                            |

### Lignes complémentaires
| Ligne | Caractéristiques | Caractéristiques                                                                                 | Caractéristiques                                                                                 | Caractéristiques                                                                                 | Caractéristiques                                                                                 | Caractéristiques                                                                                 | Caractéristiques                                                                                 | Caractéristiques                                                                                 | Caractéristiques                                                                                 |
| 30    | Kuntzig Gare SNCF ⥋ Thionville Foch Kiosque / Hélène Boucher                                                                                       | Kuntzig Gare SNCF ⥋ Thionville Foch Kiosque / Hélène Boucher                                     | Kuntzig Gare SNCF ⥋ Thionville Foch Kiosque / Hélène Boucher                                     | Kuntzig Gare SNCF ⥋ Thionville Foch Kiosque / Hélène Boucher                                     | Kuntzig Gare SNCF ⥋ Thionville Foch Kiosque / Hélène Boucher                                     | Kuntzig Gare SNCF ⥋ Thionville Foch Kiosque / Hélène Boucher                                     | Kuntzig Gare SNCF ⥋ Thionville Foch Kiosque / Hélène Boucher                                     | Kuntzig Gare SNCF ⥋ Thionville Foch Kiosque / Hélène Boucher                                     | Kuntzig Gare SNCF ⥋ Thionville Foch Kiosque / Hélène Boucher                                     |
| ----- | --- | ------------------------------------------------------------------------------------------------ | ------------------------------------------------------------------------------------------------ | ------------------------------------------------------------------------------------------------ | ------------------------------------------------------------------------------------------------ | ------------------------------------------------------------------------------------------------ | ------------------------------------------------------------------------------------------------ | ------------------------------------------------------------------------------------------------ | ------------------------------------------------------------------------------------------------ |
| 30    | Ouverture / Fermeture 22 février 2021 / — | Longueur —                                                                                       | Durée —                                                                                          | Nb. d’arrêts —                                                                                   | Matériel —                                                                                       | Jours de fonctionnement L, Ma, Me, J, V                                                          | Jour / Soir / Nuit / Fêtes O / N / N / N                                                         | Voy. / an —                                                                                      | Dépôt —                                                                                          |
| 30    | Desserte : Kuntzig, Yutz, Thionville |                                                                                                  |                                                                                                  |                                                                                                  |                                                                                                  |                                                                                                  |                                                                                                  |                                                                                                  |                                                                                                  |
| 30    | Autre : |                                                                                                  |                                                                                                  |                                                                                                  |                                                                                                  |                                                                                                  |                                                                                                  |                                                                                                  |                                                                                                  |
| 30    | Dernière actualisation : — |                                                                                                  |                                                                                                  |                                                                                                  |                                                                                                  |                                                                                                  |                                                                                                  |                                                                                                  |                                                                                                  |
| 31    | Fontoy Super U ⥋ Lommerange Cimetière | Fontoy Super U ⥋ Lommerange Cimetière                                                            | Fontoy Super U ⥋ Lommerange Cimetière                                                            | Fontoy Super U ⥋ Lommerange Cimetière                                                            | Fontoy Super U ⥋ Lommerange Cimetière                                                            | Fontoy Super U ⥋ Lommerange Cimetière                                                            | Fontoy Super U ⥋ Lommerange Cimetière                                                            | Fontoy Super U ⥋ Lommerange Cimetière                                                            | Fontoy Super U ⥋ Lommerange Cimetière                                                            |
| 31    | Ouverture / Fermeture 22 février 2021 / — | Longueur —                                                                                       | Durée —                                                                                          | Nb. d’arrêts —                                                                                   | Matériel —                                                                                       | Jours de fonctionnement L, Ma, Me, J, V, S                                                       | Jour / Soir / Nuit / Fêtes O / N / N / N                                                         | Voy. / an —                                                                                      | Dépôt —                                                                                          |
| 31    | Desserte : Fontoy Centre, Le Pogin, Lommerange |                                                                                                  |                                                                                                  |                                                                                                  |                                                                                                  |                                                                                                  |                                                                                                  |                                                                                                  |                                                                                                  |
| 31    | Autre : Cette ligne fonctionne à la demande de 9h15 à 15h30.                                                                                       |                                                                                                  |                                                                                                  |                                                                                                  |                                                                                                  |                                                                                                  |                                                                                                  |                                                                                                  |                                                                                                  |
| 31    | Dernière actualisation : — |                                                                                                  |                                                                                                  |                                                                                                  |                                                                                                  |                                                                                                  |                                                                                                  |                                                                                                  |                                                                                                  |
| 32    | Lommerange Cimetière ⥋ Hayange Hurlevent | Lommerange Cimetière ⥋ Hayange Hurlevent                                                         | Lommerange Cimetière ⥋ Hayange Hurlevent                                                         | Lommerange Cimetière ⥋ Hayange Hurlevent                                                         | Lommerange Cimetière ⥋ Hayange Hurlevent                                                         | Lommerange Cimetière ⥋ Hayange Hurlevent                                                         | Lommerange Cimetière ⥋ Hayange Hurlevent                                                         | Lommerange Cimetière ⥋ Hayange Hurlevent                                                         | Lommerange Cimetière ⥋ Hayange Hurlevent                                                         |
| 32    | Ouverture / Fermeture 22 février 2021 / — | Longueur —                                                                                       | Durée —                                                                                          | Nb. d’arrêts —                                                                                   | Matériel —                                                                                       | Jours de fonctionnement L, Ma, Me, J, V, S                                                       | Jour / Soir / Nuit / Fêtes O / N / N / N                                                         | Voy. / an —                                                                                      | Dépôt —                                                                                          |
| 32    | Desserte : Lommerange, Fontoy Le Pogin, Centre, Knutange, Hayange Centre, Haut                                                                     |                                                                                                  |                                                                                                  |                                                                                                  |                                                                                                  |                                                                                                  |                                                                                                  |                                                                                                  |                                                                                                  |
| 32    | Autre : Cette ligne fonctionne à la demande de 9h15 à 15h30.                                                                                       |                                                                                                  |                                                                                                  |                                                                                                  |                                                                                                  |                                                                                                  |                                                                                                  |                                                                                                  |                                                                                                  |
| 32    | Dernière actualisation : — |                                                                                                  |                                                                                                  |                                                                                                  |                                                                                                  |                                                                                                  |                                                                                                  |                                                                                                  |                                                                                                  |
| 33    | Angevillers Route d'Escherange ⥋ Fontoy Collège | Angevillers Route d'Escherange ⥋ Fontoy Collège                                                  | Angevillers Route d'Escherange ⥋ Fontoy Collège                                                  | Angevillers Route d'Escherange ⥋ Fontoy Collège                                                  | Angevillers Route d'Escherange ⥋ Fontoy Collège                                                  | Angevillers Route d'Escherange ⥋ Fontoy Collège                                                  | Angevillers Route d'Escherange ⥋ Fontoy Collège                                                  | Angevillers Route d'Escherange ⥋ Fontoy Collège                                                  | Angevillers Route d'Escherange ⥋ Fontoy Collège                                                  |
| 33    | Ouverture / Fermeture 22 février 2021 / — | Longueur —                                                                                       | Durée —                                                                                          | Nb. d’arrêts —                                                                                   | Matériel —                                                                                       | Jours de fonctionnement L, Ma, Me, J, V                                                          | Jour / Soir / Nuit / Fêtes O / N / N / N                                                         | Voy. / an —                                                                                      | Dépôt —                                                                                          |
| 33    | Desserte : Angevillers, Havange, Tressange Ludelange, Boulange, Fontoy                                                                             |                                                                                                  |                                                                                                  |                                                                                                  |                                                                                                  |                                                                                                  |                                                                                                  |                                                                                                  |                                                                                                  |
| 33    | Autre : |                                                                                                  |                                                                                                  |                                                                                                  |                                                                                                  |                                                                                                  |                                                                                                  |                                                                                                  |                                                                                                  |
| 33    | Dernière actualisation : — |                                                                                                  |                                                                                                  |                                                                                                  |                                                                                                  |                                                                                                  |                                                                                                  |                                                                                                  |                                                                                                  |
| 34    | Rochonvillers Centre ⥋ Hayange Hurlevent | Rochonvillers Centre ⥋ Hayange Hurlevent                                                         | Rochonvillers Centre ⥋ Hayange Hurlevent                                                         | Rochonvillers Centre ⥋ Hayange Hurlevent                                                         | Rochonvillers Centre ⥋ Hayange Hurlevent                                                         | Rochonvillers Centre ⥋ Hayange Hurlevent                                                         | Rochonvillers Centre ⥋ Hayange Hurlevent                                                         | Rochonvillers Centre ⥋ Hayange Hurlevent                                                         | Rochonvillers Centre ⥋ Hayange Hurlevent                                                         |
| 34    | Ouverture / Fermeture 22 février 2021 / — | Longueur —                                                                                       | Durée —                                                                                          | Nb. d’arrêts —                                                                                   | Matériel —                                                                                       | Jours de fonctionnement L, Ma, Me, J, V, S                                                       | Jour / Soir / Nuit / Fêtes O / N / N / N                                                         | Voy. / an —                                                                                      | Dépôt —                                                                                          |
| 34    | Desserte : Rochonvillers, Angevillers, Algrange, Knutange, Nilvange, Hayange Centre, Haut                                                          |                                                                                                  |                                                                                                  |                                                                                                  |                                                                                                  |                                                                                                  |                                                                                                  |                                                                                                  |                                                                                                  |
| 34    | Autre : Cette ligne fonctionne à la demande de 9h15 à 15h30.                                                                                       |                                                                                                  |                                                                                                  |                                                                                                  |                                                                                                  |                                                                                                  |                                                                                                  |                                                                                                  |                                                                                                  |
| 34    | Dernière actualisation : — |                                                                                                  |                                                                                                  |                                                                                                  |                                                                                                  |                                                                                                  |                                                                                                  |                                                                                                  |                                                                                                  |
| 35    | Thionville Œutrange Saint-Luc ⥋ Thionville Galliéni                                                                                                | Thionville Œutrange Saint-Luc ⥋ Thionville Galliéni                                              | Thionville Œutrange Saint-Luc ⥋ Thionville Galliéni                                              | Thionville Œutrange Saint-Luc ⥋ Thionville Galliéni                                              | Thionville Œutrange Saint-Luc ⥋ Thionville Galliéni                                              | Thionville Œutrange Saint-Luc ⥋ Thionville Galliéni                                              | Thionville Œutrange Saint-Luc ⥋ Thionville Galliéni                                              | Thionville Œutrange Saint-Luc ⥋ Thionville Galliéni                                              | Thionville Œutrange Saint-Luc ⥋ Thionville Galliéni                                              |
| 35    | Ouverture / Fermeture 22 février 2021 / — | Longueur —                                                                                       | Durée —                                                                                          | Nb. d’arrêts —                                                                                   | Matériel —                                                                                       | Jours de fonctionnement L, Ma, Me, J, V                                                          | Jour / Soir / Nuit / Fêtes O / N / N / N                                                         | Voy. / an —                                                                                      | Dépôt —                                                                                          |
| 35    | Desserte : Thionville Œutrange, Hettange-Grande, Manom Maison-Rouge, Lagrange, Thionville Centre                                                   |                                                                                                  |                                                                                                  |                                                                                                  |                                                                                                  |                                                                                                  |                                                                                                  |                                                                                                  |                                                                                                  |
| 35    | Autre : |                                                                                                  |                                                                                                  |                                                                                                  |                                                                                                  |                                                                                                  |                                                                                                  |                                                                                                  |                                                                                                  |
| 35    | Dernière actualisation : — |                                                                                                  |                                                                                                  |                                                                                                  |                                                                                                  |                                                                                                  |                                                                                                  |                                                                                                  |                                                                                                  |
| 36    | Manom Place des Fêtes ⥋ Hayange L.E.P. Maryse Bastié                                                                                               | Manom Place des Fêtes ⥋ Hayange L.E.P. Maryse Bastié                                             | Manom Place des Fêtes ⥋ Hayange L.E.P. Maryse Bastié                                             | Manom Place des Fêtes ⥋ Hayange L.E.P. Maryse Bastié                                             | Manom Place des Fêtes ⥋ Hayange L.E.P. Maryse Bastié                                             | Manom Place des Fêtes ⥋ Hayange L.E.P. Maryse Bastié                                             | Manom Place des Fêtes ⥋ Hayange L.E.P. Maryse Bastié                                             | Manom Place des Fêtes ⥋ Hayange L.E.P. Maryse Bastié                                             | Manom Place des Fêtes ⥋ Hayange L.E.P. Maryse Bastié                                             |
| 36    | Ouverture / Fermeture 22 février 2021 / — | Longueur —                                                                                       | Durée —                                                                                          | Nb. d’arrêts —                                                                                   | Matériel —                                                                                       | Jours de fonctionnement L, Ma, Me, J, V                                                          | Jour / Soir / Nuit / Fêtes O / N / N / N                                                         | Voy. / an —                                                                                      | Dépôt —                                                                                          |
| 36    | Desserte : Manom, Thionville Centre, Veymerange, Hayange                                                                                           |                                                                                                  |                                                                                                  |                                                                                                  |                                                                                                  |                                                                                                  |                                                                                                  |                                                                                                  |                                                                                                  |
| 36    | Autre : |                                                                                                  |                                                                                                  |                                                                                                  |                                                                                                  |                                                                                                  |                                                                                                  |                                                                                                  |                                                                                                  |
| 36    | Dernière actualisation : — |                                                                                                  |                                                                                                  |                                                                                                  |                                                                                                  |                                                                                                  |                                                                                                  |                                                                                                  |                                                                                                  |
| 37    | Thionville Beauregard ⥋ Thionville Hélène Boucher / Foch Théâtre                                                                                   | Thionville Beauregard ⥋ Thionville Hélène Boucher / Foch Théâtre                                 | Thionville Beauregard ⥋ Thionville Hélène Boucher / Foch Théâtre                                 | Thionville Beauregard ⥋ Thionville Hélène Boucher / Foch Théâtre                                 | Thionville Beauregard ⥋ Thionville Hélène Boucher / Foch Théâtre                                 | Thionville Beauregard ⥋ Thionville Hélène Boucher / Foch Théâtre                                 | Thionville Beauregard ⥋ Thionville Hélène Boucher / Foch Théâtre                                 | Thionville Beauregard ⥋ Thionville Hélène Boucher / Foch Théâtre                                 | Thionville Beauregard ⥋ Thionville Hélène Boucher / Foch Théâtre                                 |
| 37    | Ouverture / Fermeture 22 février 2021 / — | Longueur —                                                                                       | Durée —                                                                                          | Nb. d’arrêts —                                                                                   | Matériel —                                                                                       | Jours de fonctionnement L, Ma, Me, J, V                                                          | Jour / Soir / Nuit / Fêtes O / N / N / N                                                         | Voy. / an —                                                                                      | Dépôt —                                                                                          |
| 37    | Desserte : Thionville , Terville |                                                                                                  |                                                                                                  |                                                                                                  |                                                                                                  |                                                                                                  |                                                                                                  |                                                                                                  |                                                                                                  |
| 37    | Autre : |                                                                                                  |                                                                                                  |                                                                                                  |                                                                                                  |                                                                                                  |                                                                                                  |                                                                                                  |                                                                                                  |
| 37    | Dernière actualisation : — |                                                                                                  |                                                                                                  |                                                                                                  |                                                                                                  |                                                                                                  |                                                                                                  |                                                                                                  |                                                                                                  |
| 38    | Basse-Ham Van Gogh / Rue du Canal / Yutz Cité ⥋ Yutz Arc-en-Ciel                                                                                   | Basse-Ham Van Gogh / Rue du Canal / Yutz Cité ⥋ Yutz Arc-en-Ciel                                 | Basse-Ham Van Gogh / Rue du Canal / Yutz Cité ⥋ Yutz Arc-en-Ciel                                 | Basse-Ham Van Gogh / Rue du Canal / Yutz Cité ⥋ Yutz Arc-en-Ciel                                 | Basse-Ham Van Gogh / Rue du Canal / Yutz Cité ⥋ Yutz Arc-en-Ciel                                 | Basse-Ham Van Gogh / Rue du Canal / Yutz Cité ⥋ Yutz Arc-en-Ciel                                 | Basse-Ham Van Gogh / Rue du Canal / Yutz Cité ⥋ Yutz Arc-en-Ciel                                 | Basse-Ham Van Gogh / Rue du Canal / Yutz Cité ⥋ Yutz Arc-en-Ciel                                 | Basse-Ham Van Gogh / Rue du Canal / Yutz Cité ⥋ Yutz Arc-en-Ciel                                 |
| 38    | Ouverture / Fermeture 22 février 2021 / — | Longueur —                                                                                       | Durée —                                                                                          | Nb. d’arrêts —                                                                                   | Matériel —                                                                                       | Jours de fonctionnement L, Ma, Me, J, V                                                          | Jour / Soir / Nuit / Fêtes O / N / N / N                                                         | Voy. / an —                                                                                      | Dépôt —                                                                                          |
| 38    | Desserte : Basse-Ham , Yutz |                                                                                                  |                                                                                                  |                                                                                                  |                                                                                                  |                                                                                                  |                                                                                                  |                                                                                                  |                                                                                                  |
| 38    | Autre : |                                                                                                  |                                                                                                  |                                                                                                  |                                                                                                  |                                                                                                  |                                                                                                  |                                                                                                  |                                                                                                  |
| 38    | Dernière actualisation : — |                                                                                                  |                                                                                                  |                                                                                                  |                                                                                                  |                                                                                                  |                                                                                                  |                                                                                                  |                                                                                                  |
| 40    | Fontoy Collège ⥋ Thionville La Malgrange / Foch Fontaine                                                                                           | Fontoy Collège ⥋ Thionville La Malgrange / Foch Fontaine                                         | Fontoy Collège ⥋ Thionville La Malgrange / Foch Fontaine                                         | Fontoy Collège ⥋ Thionville La Malgrange / Foch Fontaine                                         | Fontoy Collège ⥋ Thionville La Malgrange / Foch Fontaine                                         | Fontoy Collège ⥋ Thionville La Malgrange / Foch Fontaine                                         | Fontoy Collège ⥋ Thionville La Malgrange / Foch Fontaine                                         | Fontoy Collège ⥋ Thionville La Malgrange / Foch Fontaine                                         | Fontoy Collège ⥋ Thionville La Malgrange / Foch Fontaine                                         |
| 40    | Ouverture / Fermeture 22 février 2021 / — | Longueur —                                                                                       | Durée —                                                                                          | Nb. d’arrêts —                                                                                   | Matériel —                                                                                       | Jours de fonctionnement L, Ma, Me, J, V                                                          | Jour / Soir / Nuit / Fêtes O / N / N / N                                                         | Voy. / an —                                                                                      | Dépôt —                                                                                          |
| 40    | Desserte : Fontoy, Knutange, Hayange, Terville, Thionville                                                                                         |                                                                                                  |                                                                                                  |                                                                                                  |                                                                                                  |                                                                                                  |                                                                                                  |                                                                                                  |                                                                                                  |
| 40    | Autre : |                                                                                                  |                                                                                                  |                                                                                                  |                                                                                                  |                                                                                                  |                                                                                                  |                                                                                                  |                                                                                                  |
| 40    | Dernière actualisation : — |                                                                                                  |                                                                                                  |                                                                                                  |                                                                                                  |                                                                                                  |                                                                                                  |                                                                                                  |                                                                                                  |
| 41    | Algrange Stade ⥋ Hayange Esplanade via Nilvange | Algrange Stade ⥋ Hayange Esplanade via Nilvange                                                  | Algrange Stade ⥋ Hayange Esplanade via Nilvange                                                  | Algrange Stade ⥋ Hayange Esplanade via Nilvange                                                  | Algrange Stade ⥋ Hayange Esplanade via Nilvange                                                  | Algrange Stade ⥋ Hayange Esplanade via Nilvange                                                  | Algrange Stade ⥋ Hayange Esplanade via Nilvange                                                  | Algrange Stade ⥋ Hayange Esplanade via Nilvange                                                  | Algrange Stade ⥋ Hayange Esplanade via Nilvange                                                  |
| 41    | Ouverture / Fermeture 22 février 2021 / — | Longueur —                                                                                       | Durée —                                                                                          | Nb. d’arrêts —                                                                                   | Matériel —                                                                                       | Jours de fonctionnement L, Ma, Me, J, V, S                                                       | Jour / Soir / Nuit / Fêtes O / N / N / N                                                         | Voy. / an —                                                                                      | Dépôt —                                                                                          |
| 41    | Desserte : Algrange, Nilvange, Hayange |                                                                                                  |                                                                                                  |                                                                                                  |                                                                                                  |                                                                                                  |                                                                                                  |                                                                                                  |                                                                                                  |
| 41    | Autre : |                                                                                                  |                                                                                                  |                                                                                                  |                                                                                                  |                                                                                                  |                                                                                                  |                                                                                                  |                                                                                                  |
| 41    | Dernière actualisation : — |                                                                                                  |                                                                                                  |                                                                                                  |                                                                                                  |                                                                                                  |                                                                                                  |                                                                                                  |                                                                                                  |
| 42    | Hayange Esplanade ⥋ Fameck Cité des Sports / Lycée Saint-Exupéry via Ranguevaux                                                                    | Hayange Esplanade ⥋ Fameck Cité des Sports / Lycée Saint-Exupéry via Ranguevaux                  | Hayange Esplanade ⥋ Fameck Cité des Sports / Lycée Saint-Exupéry via Ranguevaux                  | Hayange Esplanade ⥋ Fameck Cité des Sports / Lycée Saint-Exupéry via Ranguevaux                  | Hayange Esplanade ⥋ Fameck Cité des Sports / Lycée Saint-Exupéry via Ranguevaux                  | Hayange Esplanade ⥋ Fameck Cité des Sports / Lycée Saint-Exupéry via Ranguevaux                  | Hayange Esplanade ⥋ Fameck Cité des Sports / Lycée Saint-Exupéry via Ranguevaux                  | Hayange Esplanade ⥋ Fameck Cité des Sports / Lycée Saint-Exupéry via Ranguevaux                  | Hayange Esplanade ⥋ Fameck Cité des Sports / Lycée Saint-Exupéry via Ranguevaux                  |
| 42    | Ouverture / Fermeture 22 février 2021 / — | Longueur —                                                                                       | Durée —                                                                                          | Nb. d’arrêts —                                                                                   | Matériel —                                                                                       | Jours de fonctionnement L, Ma, Me, J, V, S                                                       | Jour / Soir / Nuit / Fêtes O / N / N / N                                                         | Voy. / an —                                                                                      | Dépôt —                                                                                          |
| 42    | Desserte : Hayange Centre, Haut, Ranguevaux, Fameck                                                                                                |                                                                                                  |                                                                                                  |                                                                                                  |                                                                                                  |                                                                                                  |                                                                                                  |                                                                                                  |                                                                                                  |
| 42    | Autre : Cette ligne fonctionne à la demande de 9h15 à 15h30.                                                                                       |                                                                                                  |                                                                                                  |                                                                                                  |                                                                                                  |                                                                                                  |                                                                                                  |                                                                                                  |                                                                                                  |
| 42    | Dernière actualisation : — |                                                                                                  |                                                                                                  |                                                                                                  |                                                                                                  |                                                                                                  |                                                                                                  |                                                                                                  |                                                                                                  |
| 43    | Bertrange Carrefour ⥋ Hayange L.E.P. Maryse Bastié / Pompiers                                                                                      | Bertrange Carrefour ⥋ Hayange L.E.P. Maryse Bastié / Pompiers                                    | Bertrange Carrefour ⥋ Hayange L.E.P. Maryse Bastié / Pompiers                                    | Bertrange Carrefour ⥋ Hayange L.E.P. Maryse Bastié / Pompiers                                    | Bertrange Carrefour ⥋ Hayange L.E.P. Maryse Bastié / Pompiers                                    | Bertrange Carrefour ⥋ Hayange L.E.P. Maryse Bastié / Pompiers                                    | Bertrange Carrefour ⥋ Hayange L.E.P. Maryse Bastié / Pompiers                                    | Bertrange Carrefour ⥋ Hayange L.E.P. Maryse Bastié / Pompiers                                    | Bertrange Carrefour ⥋ Hayange L.E.P. Maryse Bastié / Pompiers                                    |
| 43    | Ouverture / Fermeture 22 février 2021 / — | Longueur —                                                                                       | Durée —                                                                                          | Nb. d’arrêts —                                                                                   | Matériel —                                                                                       | Jours de fonctionnement L, Ma, Me, J, V                                                          | Jour / Soir / Nuit / Fêtes O / N / N / N                                                         | Voy. / an —                                                                                      | Dépôt —                                                                                          |
| 43    | Desserte : Bertrange, Guénange, Uckange, Fameck, Florange, Serémange-Erzange, Hayange                                                              |                                                                                                  |                                                                                                  |                                                                                                  |                                                                                                  |                                                                                                  |                                                                                                  |                                                                                                  |                                                                                                  |
| 43    | Autre : |                                                                                                  |                                                                                                  |                                                                                                  |                                                                                                  |                                                                                                  |                                                                                                  |                                                                                                  |                                                                                                  |
| 43    | Dernière actualisation : — |                                                                                                  |                                                                                                  |                                                                                                  |                                                                                                  |                                                                                                  |                                                                                                  |                                                                                                  |                                                                                                  |
| 44    | Fameck Lycée Saint-Exupéry / Cité des Sports ⥋ Neufchef Pharmacie                                                                                  | Fameck Lycée Saint-Exupéry / Cité des Sports ⥋ Neufchef Pharmacie                                | Fameck Lycée Saint-Exupéry / Cité des Sports ⥋ Neufchef Pharmacie                                | Fameck Lycée Saint-Exupéry / Cité des Sports ⥋ Neufchef Pharmacie                                | Fameck Lycée Saint-Exupéry / Cité des Sports ⥋ Neufchef Pharmacie                                | Fameck Lycée Saint-Exupéry / Cité des Sports ⥋ Neufchef Pharmacie                                | Fameck Lycée Saint-Exupéry / Cité des Sports ⥋ Neufchef Pharmacie                                | Fameck Lycée Saint-Exupéry / Cité des Sports ⥋ Neufchef Pharmacie                                | Fameck Lycée Saint-Exupéry / Cité des Sports ⥋ Neufchef Pharmacie                                |
| 44    | Ouverture / Fermeture 22 février 2021 / — | Longueur —                                                                                       | Durée —                                                                                          | Nb. d’arrêts —                                                                                   | Matériel —                                                                                       | Jours de fonctionnement L, Ma, Me, J, V                                                          | Jour / Soir / Nuit / Fêtes O / N / N / N                                                         | Voy. / an —                                                                                      | Dépôt —                                                                                          |
| 44    | Desserte : Fameck, Serémange-Erzange, Hayange Saint-Nicolas-en-Forêt, Haut, Neufchef                                                               |                                                                                                  |                                                                                                  |                                                                                                  |                                                                                                  |                                                                                                  |                                                                                                  |                                                                                                  |                                                                                                  |
| 44    | Autre : |                                                                                                  |                                                                                                  |                                                                                                  |                                                                                                  |                                                                                                  |                                                                                                  |                                                                                                  |                                                                                                  |
| 44    | Dernière actualisation : — |                                                                                                  |                                                                                                  |                                                                                                  |                                                                                                  |                                                                                                  |                                                                                                  |                                                                                                  |                                                                                                  |
| 45A   | Hayange Konacker Collège Jacques Monod ⥋ Hayange Esplande via Lavoir et Côteaux Fleuris                                                            | Hayange Konacker Collège Jacques Monod ⥋ Hayange Esplande via Lavoir et Côteaux Fleuris          | Hayange Konacker Collège Jacques Monod ⥋ Hayange Esplande via Lavoir et Côteaux Fleuris          | Hayange Konacker Collège Jacques Monod ⥋ Hayange Esplande via Lavoir et Côteaux Fleuris          | Hayange Konacker Collège Jacques Monod ⥋ Hayange Esplande via Lavoir et Côteaux Fleuris          | Hayange Konacker Collège Jacques Monod ⥋ Hayange Esplande via Lavoir et Côteaux Fleuris          | Hayange Konacker Collège Jacques Monod ⥋ Hayange Esplande via Lavoir et Côteaux Fleuris          | Hayange Konacker Collège Jacques Monod ⥋ Hayange Esplande via Lavoir et Côteaux Fleuris          | Hayange Konacker Collège Jacques Monod ⥋ Hayange Esplande via Lavoir et Côteaux Fleuris          |
| 45A   | Ouverture / Fermeture 22 février 2021 / — | Longueur —                                                                                       | Durée —                                                                                          | Nb. d’arrêts —                                                                                   | Matériel —                                                                                       | Jours de fonctionnement L, Ma, Me, J, V                                                          | Jour / Soir / Nuit / Fêtes O / N / N / N                                                         | Voy. / an —                                                                                      | Dépôt —                                                                                          |
| 45A   | Desserte : Hayange Le Konacker, Nilvange, Hayange Marspich, Centre                                                                                 |                                                                                                  |                                                                                                  |                                                                                                  |                                                                                                  |                                                                                                  |                                                                                                  |                                                                                                  |                                                                                                  |
| 45A   | Autre : |                                                                                                  |                                                                                                  |                                                                                                  |                                                                                                  |                                                                                                  |                                                                                                  |                                                                                                  |                                                                                                  |
| 45A   | Dernière actualisation : — |                                                                                                  |                                                                                                  |                                                                                                  |                                                                                                  |                                                                                                  |                                                                                                  |                                                                                                  |                                                                                                  |
| 45B   | Hayange Konacker Collège Jacques Monod ⥋ Hayange Esplande via Stade et Bruhl                                                                       | Hayange Konacker Collège Jacques Monod ⥋ Hayange Esplande via Stade et Bruhl                     | Hayange Konacker Collège Jacques Monod ⥋ Hayange Esplande via Stade et Bruhl                     | Hayange Konacker Collège Jacques Monod ⥋ Hayange Esplande via Stade et Bruhl                     | Hayange Konacker Collège Jacques Monod ⥋ Hayange Esplande via Stade et Bruhl                     | Hayange Konacker Collège Jacques Monod ⥋ Hayange Esplande via Stade et Bruhl                     | Hayange Konacker Collège Jacques Monod ⥋ Hayange Esplande via Stade et Bruhl                     | Hayange Konacker Collège Jacques Monod ⥋ Hayange Esplande via Stade et Bruhl                     | Hayange Konacker Collège Jacques Monod ⥋ Hayange Esplande via Stade et Bruhl                     |
| 45B   | Ouverture / Fermeture 22 février 2021 / — | Longueur —                                                                                       | Durée —                                                                                          | Nb. d’arrêts —                                                                                   | Matériel —                                                                                       | Jours de fonctionnement L, Ma, Me, J, V                                                          | Jour / Soir / Nuit / Fêtes O / N / N / N                                                         | Voy. / an —                                                                                      | Dépôt —                                                                                          |
| 45B   | Desserte : Hayange Le Konacker, Nilvange, Hayange Marspich, Centre                                                                                 |                                                                                                  |                                                                                                  |                                                                                                  |                                                                                                  |                                                                                                  |                                                                                                  |                                                                                                  |                                                                                                  |
| 45B   | Autre : |                                                                                                  |                                                                                                  |                                                                                                  |                                                                                                  |                                                                                                  |                                                                                                  |                                                                                                  |                                                                                                  |
| 45B   | Dernière actualisation : — |                                                                                                  |                                                                                                  |                                                                                                  |                                                                                                  |                                                                                                  |                                                                                                  |                                                                                                  |                                                                                                  |
| 46    | Hayange Konacker Collège Jacques Monod ⥋ Nilvange Aristide Briand                                                                                  | Hayange Konacker Collège Jacques Monod ⥋ Nilvange Aristide Briand                                | Hayange Konacker Collège Jacques Monod ⥋ Nilvange Aristide Briand                                | Hayange Konacker Collège Jacques Monod ⥋ Nilvange Aristide Briand                                | Hayange Konacker Collège Jacques Monod ⥋ Nilvange Aristide Briand                                | Hayange Konacker Collège Jacques Monod ⥋ Nilvange Aristide Briand                                | Hayange Konacker Collège Jacques Monod ⥋ Nilvange Aristide Briand                                | Hayange Konacker Collège Jacques Monod ⥋ Nilvange Aristide Briand                                | Hayange Konacker Collège Jacques Monod ⥋ Nilvange Aristide Briand                                |
| 46    | Ouverture / Fermeture 22 février 2021 / — | Longueur —                                                                                       | Durée —                                                                                          | Nb. d’arrêts —                                                                                   | Matériel —                                                                                       | Jours de fonctionnement L, Ma, Me, J, V                                                          | Jour / Soir / Nuit / Fêtes O / N / N / N                                                         | Voy. / an —                                                                                      | Dépôt —                                                                                          |
| 46    | Desserte : Hayange Le Konacker, Nilvange |                                                                                                  |                                                                                                  |                                                                                                  |                                                                                                  |                                                                                                  |                                                                                                  |                                                                                                  |                                                                                                  |
| 46    | Autre : |                                                                                                  |                                                                                                  |                                                                                                  |                                                                                                  |                                                                                                  |                                                                                                  |                                                                                                  |                                                                                                  |
| 46    | Dernière actualisation : — |                                                                                                  |                                                                                                  |                                                                                                  |                                                                                                  |                                                                                                  |                                                                                                  |                                                                                                  |                                                                                                  |
| 47    | Algrange Portier Haut / Centre ⥋ Thionville Gare SNCF Quai A / Foch Fontaine / Hélène Boucher                                                      | Algrange Portier Haut / Centre ⥋ Thionville Gare SNCF Quai A / Foch Fontaine / Hélène Boucher    | Algrange Portier Haut / Centre ⥋ Thionville Gare SNCF Quai A / Foch Fontaine / Hélène Boucher    | Algrange Portier Haut / Centre ⥋ Thionville Gare SNCF Quai A / Foch Fontaine / Hélène Boucher    | Algrange Portier Haut / Centre ⥋ Thionville Gare SNCF Quai A / Foch Fontaine / Hélène Boucher    | Algrange Portier Haut / Centre ⥋ Thionville Gare SNCF Quai A / Foch Fontaine / Hélène Boucher    | Algrange Portier Haut / Centre ⥋ Thionville Gare SNCF Quai A / Foch Fontaine / Hélène Boucher    | Algrange Portier Haut / Centre ⥋ Thionville Gare SNCF Quai A / Foch Fontaine / Hélène Boucher    | Algrange Portier Haut / Centre ⥋ Thionville Gare SNCF Quai A / Foch Fontaine / Hélène Boucher    |
| 47    | Ouverture / Fermeture 22 février 2021 / — | Longueur —                                                                                       | Durée —                                                                                          | Nb. d’arrêts —                                                                                   | Matériel —                                                                                       | Jours de fonctionnement L, Ma, Me, J, V                                                          | Jour / Soir / Nuit / Fêtes O / N / N / N                                                         | Voy. / an —                                                                                      | Dépôt —                                                                                          |
| 47    | Desserte : Algrange, Thionville Cinéma, Centre |                                                                                                  |                                                                                                  |                                                                                                  |                                                                                                  |                                                                                                  |                                                                                                  |                                                                                                  |                                                                                                  |
| 47    | Autre : |                                                                                                  |                                                                                                  |                                                                                                  |                                                                                                  |                                                                                                  |                                                                                                  |                                                                                                  |                                                                                                  |
| 47    | Dernière actualisation : — |                                                                                                  |                                                                                                  |                                                                                                  |                                                                                                  |                                                                                                  |                                                                                                  |                                                                                                  |                                                                                                  |
| 48    | Hayange Esplanade ⥋ Fameck Lycée Saint-Exupéry / Cité des Sports                                                                                   | Hayange Esplanade ⥋ Fameck Lycée Saint-Exupéry / Cité des Sports                                 | Hayange Esplanade ⥋ Fameck Lycée Saint-Exupéry / Cité des Sports                                 | Hayange Esplanade ⥋ Fameck Lycée Saint-Exupéry / Cité des Sports                                 | Hayange Esplanade ⥋ Fameck Lycée Saint-Exupéry / Cité des Sports                                 | Hayange Esplanade ⥋ Fameck Lycée Saint-Exupéry / Cité des Sports                                 | Hayange Esplanade ⥋ Fameck Lycée Saint-Exupéry / Cité des Sports                                 | Hayange Esplanade ⥋ Fameck Lycée Saint-Exupéry / Cité des Sports                                 | Hayange Esplanade ⥋ Fameck Lycée Saint-Exupéry / Cité des Sports                                 |
| 48    | Ouverture / Fermeture 22 février 2021 / — | Longueur —                                                                                       | Durée —                                                                                          | Nb. d’arrêts —                                                                                   | Matériel —                                                                                       | Jours de fonctionnement L, Ma, Me, J, V                                                          | Jour / Soir / Nuit / Fêtes O / N / N / N                                                         | Voy. / an —                                                                                      | Dépôt —                                                                                          |
| 48    | Desserte : Hayange, Serémange-Erzange, Fameck |                                                                                                  |                                                                                                  |                                                                                                  |                                                                                                  |                                                                                                  |                                                                                                  |                                                                                                  |                                                                                                  |
| 48    | Autre : |                                                                                                  |                                                                                                  |                                                                                                  |                                                                                                  |                                                                                                  |                                                                                                  |                                                                                                  |                                                                                                  |
| 48    | Dernière actualisation : — |                                                                                                  |                                                                                                  |                                                                                                  |                                                                                                  |                                                                                                  |                                                                                                  |                                                                                                  |                                                                                                  |
| 49    | Hayange Konacker Stand ⥋ Fameck Lycée Saint-Exupéry                                                                                                | Hayange Konacker Stand ⥋ Fameck Lycée Saint-Exupéry                                              | Hayange Konacker Stand ⥋ Fameck Lycée Saint-Exupéry                                              | Hayange Konacker Stand ⥋ Fameck Lycée Saint-Exupéry                                              | Hayange Konacker Stand ⥋ Fameck Lycée Saint-Exupéry                                              | Hayange Konacker Stand ⥋ Fameck Lycée Saint-Exupéry                                              | Hayange Konacker Stand ⥋ Fameck Lycée Saint-Exupéry                                              | Hayange Konacker Stand ⥋ Fameck Lycée Saint-Exupéry                                              | Hayange Konacker Stand ⥋ Fameck Lycée Saint-Exupéry                                              |
| 49    | Ouverture / Fermeture 22 février 2021 / — | Longueur —                                                                                       | Durée —                                                                                          | Nb. d’arrêts —                                                                                   | Matériel —                                                                                       | Jours de fonctionnement L, Ma, Me, J, V                                                          | Jour / Soir / Nuit / Fêtes O / N / N / N                                                         | Voy. / an —                                                                                      | Dépôt —                                                                                          |
| 49    | Desserte : Hayange Konacker, Nilvange, Fameck |                                                                                                  |                                                                                                  |                                                                                                  |                                                                                                  |                                                                                                  |                                                                                                  |                                                                                                  |                                                                                                  |
| 49    | Autre : |                                                                                                  |                                                                                                  |                                                                                                  |                                                                                                  |                                                                                                  |                                                                                                  |                                                                                                  |                                                                                                  |
| 49    | Dernière actualisation : — |                                                                                                  |                                                                                                  |                                                                                                  |                                                                                                  |                                                                                                  |                                                                                                  |                                                                                                  |                                                                                                  |
| 50    | Ottange Place / Escherange Bocksfeld / Centre ⥋ Thionville Foch Théâtre / Hélène Boucher                                                           | Ottange Place / Escherange Bocksfeld / Centre ⥋ Thionville Foch Théâtre / Hélène Boucher         | Ottange Place / Escherange Bocksfeld / Centre ⥋ Thionville Foch Théâtre / Hélène Boucher         | Ottange Place / Escherange Bocksfeld / Centre ⥋ Thionville Foch Théâtre / Hélène Boucher         | Ottange Place / Escherange Bocksfeld / Centre ⥋ Thionville Foch Théâtre / Hélène Boucher         | Ottange Place / Escherange Bocksfeld / Centre ⥋ Thionville Foch Théâtre / Hélène Boucher         | Ottange Place / Escherange Bocksfeld / Centre ⥋ Thionville Foch Théâtre / Hélène Boucher         | Ottange Place / Escherange Bocksfeld / Centre ⥋ Thionville Foch Théâtre / Hélène Boucher         | Ottange Place / Escherange Bocksfeld / Centre ⥋ Thionville Foch Théâtre / Hélène Boucher         |
| 50    | Ouverture / Fermeture 22 février 2021 / — | Longueur —                                                                                       | Durée —                                                                                          | Nb. d’arrêts —                                                                                   | Matériel —                                                                                       | Jours de fonctionnement L, Ma, Me, J, V, S                                                       | Jour / Soir / Nuit / Fêtes O / N / N / N                                                         | Voy. / an —                                                                                      | Dépôt —                                                                                          |
| 50    | Desserte : Ottange, Escherange Centre, Molvange, Volmerange-les-Mines, Kanfen, Hettange-Grande, Manom Maison-Rouge, Lagrange, Thionville           |                                                                                                  |                                                                                                  |                                                                                                  |                                                                                                  |                                                                                                  |                                                                                                  |                                                                                                  |                                                                                                  |
| 50    | Autre : |                                                                                                  |                                                                                                  |                                                                                                  |                                                                                                  |                                                                                                  |                                                                                                  |                                                                                                  |                                                                                                  |
| 50    | Dernière actualisation : — |                                                                                                  |                                                                                                  |                                                                                                  |                                                                                                  |                                                                                                  |                                                                                                  |                                                                                                  |                                                                                                  |
| 51    | Ottange Cité Saint-Paul / Thionville Elange Ruisseau ⥋ Thionville Hélène Boucher / Foch Fontaine                                                   | Ottange Cité Saint-Paul / Thionville Elange Ruisseau ⥋ Thionville Hélène Boucher / Foch Fontaine | Ottange Cité Saint-Paul / Thionville Elange Ruisseau ⥋ Thionville Hélène Boucher / Foch Fontaine | Ottange Cité Saint-Paul / Thionville Elange Ruisseau ⥋ Thionville Hélène Boucher / Foch Fontaine | Ottange Cité Saint-Paul / Thionville Elange Ruisseau ⥋ Thionville Hélène Boucher / Foch Fontaine | Ottange Cité Saint-Paul / Thionville Elange Ruisseau ⥋ Thionville Hélène Boucher / Foch Fontaine | Ottange Cité Saint-Paul / Thionville Elange Ruisseau ⥋ Thionville Hélène Boucher / Foch Fontaine | Ottange Cité Saint-Paul / Thionville Elange Ruisseau ⥋ Thionville Hélène Boucher / Foch Fontaine | Ottange Cité Saint-Paul / Thionville Elange Ruisseau ⥋ Thionville Hélène Boucher / Foch Fontaine |
| 51    | Ouverture / Fermeture 22 février 2021 / — | Longueur —                                                                                       | Durée —                                                                                          | Nb. d’arrêts —                                                                                   | Matériel —                                                                                       | Jours de fonctionnement L, Ma, Me, J, V, S                                                       | Jour / Soir / Nuit / Fêtes O / N / N / N                                                         | Voy. / an —                                                                                      | Dépôt —                                                                                          |
| 51    | Desserte : Ottange Centre, Cité des Ouvriers, Nondkeil, Tressange Bure, Centre, Ludelange, Havange, Angevillers, Thionville Elange, Cinéma, Centre |                                                                                                  |                                                                                                  |                                                                                                  |                                                                                                  |                                                                                                  |                                                                                                  |                                                                                                  |                                                                                                  |
| 51    | Autre : Cette ligne fonctionne à la demande de 9h15 à 15h30.                                                                                       |                                                                                                  |                                                                                                  |                                                                                                  |                                                                                                  |                                                                                                  |                                                                                                  |                                                                                                  |                                                                                                  |
| 51    | Dernière actualisation : — |                                                                                                  |                                                                                                  |                                                                                                  |                                                                                                  |                                                                                                  |                                                                                                  |                                                                                                  |                                                                                                  |
| 52    | Boulange Cité du Bois ⥋ Hayange Hurlevent | Boulange Cité du Bois ⥋ Hayange Hurlevent                                                        | Boulange Cité du Bois ⥋ Hayange Hurlevent                                                        | Boulange Cité du Bois ⥋ Hayange Hurlevent                                                        | Boulange Cité du Bois ⥋ Hayange Hurlevent                                                        | Boulange Cité du Bois ⥋ Hayange Hurlevent                                                        | Boulange Cité du Bois ⥋ Hayange Hurlevent                                                        | Boulange Cité du Bois ⥋ Hayange Hurlevent                                                        | Boulange Cité du Bois ⥋ Hayange Hurlevent                                                        |
| 52    | Ouverture / Fermeture 22 février 2021 / — | Longueur —                                                                                       | Durée —                                                                                          | Nb. d’arrêts —                                                                                   | Matériel —                                                                                       | Jours de fonctionnement L, Ma, Me, J, V, S                                                       | Jour / Soir / Nuit / Fêtes O / N / N / N                                                         | Voy. / an —                                                                                      | Dépôt —                                                                                          |
| 52    | Desserte : Boulange, Fontoy, Knutange, Hayange Centre, Haut                                                                                        |                                                                                                  |                                                                                                  |                                                                                                  |                                                                                                  |                                                                                                  |                                                                                                  |                                                                                                  |                                                                                                  |
| 52    | Autre : Cette ligne fonctionne à la demande de 9h15 à 15h30.                                                                                       |                                                                                                  |                                                                                                  |                                                                                                  |                                                                                                  |                                                                                                  |                                                                                                  |                                                                                                  |                                                                                                  |
| 52    | Dernière actualisation : — |                                                                                                  |                                                                                                  |                                                                                                  |                                                                                                  |                                                                                                  |                                                                                                  |                                                                                                  |                                                                                                  |
| 53    | Ottange Cité Saint-Paul ⥋ Fontoy Collège / Algrange Stade                                                                                          | Ottange Cité Saint-Paul ⥋ Fontoy Collège / Algrange Stade                                        | Ottange Cité Saint-Paul ⥋ Fontoy Collège / Algrange Stade                                        | Ottange Cité Saint-Paul ⥋ Fontoy Collège / Algrange Stade                                        | Ottange Cité Saint-Paul ⥋ Fontoy Collège / Algrange Stade                                        | Ottange Cité Saint-Paul ⥋ Fontoy Collège / Algrange Stade                                        | Ottange Cité Saint-Paul ⥋ Fontoy Collège / Algrange Stade                                        | Ottange Cité Saint-Paul ⥋ Fontoy Collège / Algrange Stade                                        | Ottange Cité Saint-Paul ⥋ Fontoy Collège / Algrange Stade                                        |
| 53    | Ouverture / Fermeture 22 février 2021 / — | Longueur —                                                                                       | Durée —                                                                                          | Nb. d’arrêts —                                                                                   | Matériel —                                                                                       | Jours de fonctionnement L, Ma, Me, J, V, S                                                       | Jour / Soir / Nuit / Fêtes O / N / N / N                                                         | Voy. / an —                                                                                      | Dépôt —                                                                                          |
| 53    | Desserte : Ottange Centre Cité des Ouvriers, Nondkeil, Tressange Bure, Centre, Ludelange, Boulange, Fontoy, Knutange, Algrange                     |                                                                                                  |                                                                                                  |                                                                                                  |                                                                                                  |                                                                                                  |                                                                                                  |                                                                                                  |                                                                                                  |
| 53    | Autre : Cette ligne fonctionne à la demande de 9h15 - 15h30                                                                                        |                                                                                                  |                                                                                                  |                                                                                                  |                                                                                                  |                                                                                                  |                                                                                                  |                                                                                                  |                                                                                                  |
| 53    | Dernière actualisation : — |                                                                                                  |                                                                                                  |                                                                                                  |                                                                                                  |                                                                                                  |                                                                                                  |                                                                                                  |                                                                                                  |
| 54    | Boulange Croix ⥋ Fameck Lycée Saint-Exupéry | Boulange Croix ⥋ Fameck Lycée Saint-Exupéry                                                      | Boulange Croix ⥋ Fameck Lycée Saint-Exupéry                                                      | Boulange Croix ⥋ Fameck Lycée Saint-Exupéry                                                      | Boulange Croix ⥋ Fameck Lycée Saint-Exupéry                                                      | Boulange Croix ⥋ Fameck Lycée Saint-Exupéry                                                      | Boulange Croix ⥋ Fameck Lycée Saint-Exupéry                                                      | Boulange Croix ⥋ Fameck Lycée Saint-Exupéry                                                      | Boulange Croix ⥋ Fameck Lycée Saint-Exupéry                                                      |
| 54    | Ouverture / Fermeture 22 février 2021 / — | Longueur —                                                                                       | Durée —                                                                                          | Nb. d’arrêts —                                                                                   | Matériel —                                                                                       | Jours de fonctionnement L, Ma, Me, J, V                                                          | Jour / Soir / Nuit / Fêtes O / N / N / N                                                         | Voy. / an —                                                                                      | Dépôt —                                                                                          |
| 54    | Desserte : Boulange, Fontoy, Knutange, Fameck |                                                                                                  |                                                                                                  |                                                                                                  |                                                                                                  |                                                                                                  |                                                                                                  |                                                                                                  |                                                                                                  |
| 54    | Autre : |                                                                                                  |                                                                                                  |                                                                                                  |                                                                                                  |                                                                                                  |                                                                                                  |                                                                                                  |                                                                                                  |
| 54    | Dernière actualisation : — |                                                                                                  |                                                                                                  |                                                                                                  |                                                                                                  |                                                                                                  |                                                                                                  |                                                                                                  |                                                                                                  |
| 60    | Guénange Village ⥋ Thionville Bel Air 1 via Uckange et Florange                                                                                    | Guénange Village ⥋ Thionville Bel Air 1 via Uckange et Florange                                  | Guénange Village ⥋ Thionville Bel Air 1 via Uckange et Florange                                  | Guénange Village ⥋ Thionville Bel Air 1 via Uckange et Florange                                  | Guénange Village ⥋ Thionville Bel Air 1 via Uckange et Florange                                  | Guénange Village ⥋ Thionville Bel Air 1 via Uckange et Florange                                  | Guénange Village ⥋ Thionville Bel Air 1 via Uckange et Florange                                  | Guénange Village ⥋ Thionville Bel Air 1 via Uckange et Florange                                  | Guénange Village ⥋ Thionville Bel Air 1 via Uckange et Florange                                  |
| 60    | Ouverture / Fermeture 22 février 2021 / — | Longueur —                                                                                       | Durée —                                                                                          | Nb. d’arrêts —                                                                                   | Matériel —                                                                                       | Jours de fonctionnement L, Ma, Me, J, V, S                                                       | Jour / Soir / Nuit / Fêtes O / N / N / N                                                         | Voy. / an —                                                                                      | Dépôt —                                                                                          |
| 60    | Desserte : Guénange, Uckange, Florange Centre, Maisons-Neuves, Thionville                                                                          |                                                                                                  |                                                                                                  |                                                                                                  |                                                                                                  |                                                                                                  |                                                                                                  |                                                                                                  |                                                                                                  |
| 60    | Autre : |                                                                                                  |                                                                                                  |                                                                                                  |                                                                                                  |                                                                                                  |                                                                                                  |                                                                                                  |                                                                                                  |
| 60    | Dernière actualisation : — |                                                                                                  |                                                                                                  |                                                                                                  |                                                                                                  |                                                                                                  |                                                                                                  |                                                                                                  |                                                                                                  |
| 61    | Stuckange Liberté ⥋ Thionville Foch Liberté / Hélène Boucher                                                                                       | Stuckange Liberté ⥋ Thionville Foch Liberté / Hélène Boucher                                     | Stuckange Liberté ⥋ Thionville Foch Liberté / Hélène Boucher                                     | Stuckange Liberté ⥋ Thionville Foch Liberté / Hélène Boucher                                     | Stuckange Liberté ⥋ Thionville Foch Liberté / Hélène Boucher                                     | Stuckange Liberté ⥋ Thionville Foch Liberté / Hélène Boucher                                     | Stuckange Liberté ⥋ Thionville Foch Liberté / Hélène Boucher                                     | Stuckange Liberté ⥋ Thionville Foch Liberté / Hélène Boucher                                     | Stuckange Liberté ⥋ Thionville Foch Liberté / Hélène Boucher                                     |
| 61    | Ouverture / Fermeture 22 février 2021 / — | Longueur —                                                                                       | Durée —                                                                                          | Nb. d’arrêts —                                                                                   | Matériel —                                                                                       | Jours de fonctionnement L, Ma, Me, J, V, S                                                       | Jour / Soir / Nuit / Fêtes O / N / N / N                                                         | Voy. / an —                                                                                      | Dépôt —                                                                                          |
| 61    | Desserte : Stuckange, Yutz, Thionville |                                                                                                  |                                                                                                  |                                                                                                  |                                                                                                  |                                                                                                  |                                                                                                  |                                                                                                  |                                                                                                  |
| 61    | Autre : |                                                                                                  |                                                                                                  |                                                                                                  |                                                                                                  |                                                                                                  |                                                                                                  |                                                                                                  |                                                                                                  |
| 61    | Dernière actualisation : — |                                                                                                  |                                                                                                  |                                                                                                  |                                                                                                  |                                                                                                  |                                                                                                  |                                                                                                  |                                                                                                  |
| 70    | Gandrange Justemont ⥋ Florange Moulin Daspich | Gandrange Justemont ⥋ Florange Moulin Daspich                                                    | Gandrange Justemont ⥋ Florange Moulin Daspich                                                    | Gandrange Justemont ⥋ Florange Moulin Daspich                                                    | Gandrange Justemont ⥋ Florange Moulin Daspich                                                    | Gandrange Justemont ⥋ Florange Moulin Daspich                                                    | Gandrange Justemont ⥋ Florange Moulin Daspich                                                    | Gandrange Justemont ⥋ Florange Moulin Daspich                                                    | Gandrange Justemont ⥋ Florange Moulin Daspich                                                    |
| 70    | Ouverture / Fermeture 22 février 2021 / — | Longueur —                                                                                       | Durée —                                                                                          | Nb. d’arrêts —                                                                                   | Matériel —                                                                                       | Jours de fonctionnement L, Ma, Me, J, V, S                                                       | Jour / Soir / Nuit / Fêtes O / N / N / N                                                         | Voy. / an —                                                                                      | Dépôt —                                                                                          |
| 70    | Desserte : Gandrange, Fameck, Florange |                                                                                                  |                                                                                                  |                                                                                                  |                                                                                                  |                                                                                                  |                                                                                                  |                                                                                                  |                                                                                                  |
| 70    | Autre : |                                                                                                  |                                                                                                  |                                                                                                  |                                                                                                  |                                                                                                  |                                                                                                  |                                                                                                  |                                                                                                  |
| 70    | Dernière actualisation : — |                                                                                                  |                                                                                                  |                                                                                                  |                                                                                                  |                                                                                                  |                                                                                                  |                                                                                                  |                                                                                                  |
| 71    | Gandrange Peupliers ⥋ Angevillers Place | Gandrange Peupliers ⥋ Angevillers Place                                                          | Gandrange Peupliers ⥋ Angevillers Place                                                          | Gandrange Peupliers ⥋ Angevillers Place                                                          | Gandrange Peupliers ⥋ Angevillers Place                                                          | Gandrange Peupliers ⥋ Angevillers Place                                                          | Gandrange Peupliers ⥋ Angevillers Place                                                          | Gandrange Peupliers ⥋ Angevillers Place                                                          | Gandrange Peupliers ⥋ Angevillers Place                                                          |
| 71    | Ouverture / Fermeture 22 février 2021 / — | Longueur —                                                                                       | Durée —                                                                                          | Nb. d’arrêts —                                                                                   | Matériel —                                                                                       | Jours de fonctionnement L, Ma, Me, J, V                                                          | Jour / Soir / Nuit / Fêtes O / N / N / N                                                         | Voy. / an —                                                                                      | Dépôt —                                                                                          |
| 71    | Desserte : Gandrange, Fameck, Serémange-Erzange, Hayange, Knutange, Algrange, Angevillers                                                          |                                                                                                  |                                                                                                  |                                                                                                  |                                                                                                  |                                                                                                  |                                                                                                  |                                                                                                  |                                                                                                  |
| 71    | Autre : |                                                                                                  |                                                                                                  |                                                                                                  |                                                                                                  |                                                                                                  |                                                                                                  |                                                                                                  |                                                                                                  |
| 71    | Dernière actualisation : — |                                                                                                  |                                                                                                  |                                                                                                  |                                                                                                  |                                                                                                  |                                                                                                  |                                                                                                  |                                                                                                  |

## Lignes de l'ancien réseau
Initialement disparu en septembre 2020, l'ancien réseau avait été remis en service entre octobre 2020 et février 2021.

### Lignes structurantes
| Ligne | Caractéristiques | Caractéristiques                                                                 | Caractéristiques                                                                 | Caractéristiques                                                                 | Caractéristiques                                                                 | Caractéristiques                                                                 | Caractéristiques                                                                 | Caractéristiques                                                                 | Caractéristiques                                                                 |
| 1     | Fontoy Super U ⥋ IUT Thionville-Yutz | Fontoy Super U ⥋ IUT Thionville-Yutz                                             | Fontoy Super U ⥋ IUT Thionville-Yutz                                             | Fontoy Super U ⥋ IUT Thionville-Yutz                                             | Fontoy Super U ⥋ IUT Thionville-Yutz                                             | Fontoy Super U ⥋ IUT Thionville-Yutz                                             | Fontoy Super U ⥋ IUT Thionville-Yutz                                             | Fontoy Super U ⥋ IUT Thionville-Yutz                                             | Fontoy Super U ⥋ IUT Thionville-Yutz                                             |
| ----- | --- | -------------------------------------------------------------------------------- | -------------------------------------------------------------------------------- | -------------------------------------------------------------------------------- | -------------------------------------------------------------------------------- | -------------------------------------------------------------------------------- | -------------------------------------------------------------------------------- | -------------------------------------------------------------------------------- | -------------------------------------------------------------------------------- |
| 1     | Ouverture / Fermeture — / 21 février 2021 | Longueur —                                                                       | Durée 65 min                                                                     | Nb. d’arrêts 63                                                                  | Matériel Standards Articulés                                                     | Jours de fonctionnement L, Ma, Me, J, V, S, D                                    | Jour / Soir / Nuit / Fêtes O / N / N / O                                         | Voy. / an 677 000                                                                | Exploitant Trans Fensch                                                          |
| 1     | Desserte : Thionville • Terville • Florange • Serémange-Erzange • Hayange • Knutange • Fontoy |                                                                                  |                                                                                  |                                                                                  |                                                                                  |                                                                                  |                                                                                  |                                                                                  |                                                                                  |
| 1     | Autre : - À partir de Knutange Viaduc, cette ligne suit exactement le même itinéraire que la ligne 2. - Le samedi et pendant les vacances scolaires, la desserte ne se fait que de Hayange Esplanade à IUT Thionville-Yutz. - Le dimanche et les jours fériés, la desserte ne se fait que de Fontoy Collège à Thionville Foch. |                                                                                  |                                                                                  |                                                                                  |                                                                                  |                                                                                  |                                                                                  |                                                                                  |                                                                                  |
| 1     | Dernière actualisation : — |                                                                                  |                                                                                  |                                                                                  |                                                                                  |                                                                                  |                                                                                  |                                                                                  |                                                                                  |
| 2     | Algrange Terminus ⥋ IUT Thionville-Yutz | Algrange Terminus ⥋ IUT Thionville-Yutz                                          | Algrange Terminus ⥋ IUT Thionville-Yutz                                          | Algrange Terminus ⥋ IUT Thionville-Yutz                                          | Algrange Terminus ⥋ IUT Thionville-Yutz                                          | Algrange Terminus ⥋ IUT Thionville-Yutz                                          | Algrange Terminus ⥋ IUT Thionville-Yutz                                          | Algrange Terminus ⥋ IUT Thionville-Yutz                                          | Algrange Terminus ⥋ IUT Thionville-Yutz                                          |
| 2     | Ouverture / Fermeture — / 20 février 2021 | Longueur —                                                                       | Durée 55 min                                                                     | Nb. d’arrêts 57                                                                  | Matériel Standards Articulés                                                     | Jours de fonctionnement L, Ma, Me, J, V, S                                       | Jour / Soir / Nuit / Fêtes O / N / N / N                                         | Voy. / an 675 000                                                                | Exploitant Trans Fensch                                                          |
| 2     | Desserte : Thionville • Terville • Florange • Serémange-Erzange • Hayange • Knutange • Algrange |                                                                                  |                                                                                  |                                                                                  |                                                                                  |                                                                                  |                                                                                  |                                                                                  |                                                                                  |
| 2     | Autre : À partir de Knutange Viaduc, cette ligne suit exactement le même itinéraire que la ligne 1. |                                                                                  |                                                                                  |                                                                                  |                                                                                  |                                                                                  |                                                                                  |                                                                                  |                                                                                  |
| 2     | Dernière actualisation : — |                                                                                  |                                                                                  |                                                                                  |                                                                                  |                                                                                  |                                                                                  |                                                                                  |                                                                                  |
| 3     | Basse-Ham Route Nationale / Yutz Actypôle / Kuntzig Bibiche ⥋ Thionville Bel Air | Basse-Ham Route Nationale / Yutz Actypôle / Kuntzig Bibiche ⥋ Thionville Bel Air | Basse-Ham Route Nationale / Yutz Actypôle / Kuntzig Bibiche ⥋ Thionville Bel Air | Basse-Ham Route Nationale / Yutz Actypôle / Kuntzig Bibiche ⥋ Thionville Bel Air | Basse-Ham Route Nationale / Yutz Actypôle / Kuntzig Bibiche ⥋ Thionville Bel Air | Basse-Ham Route Nationale / Yutz Actypôle / Kuntzig Bibiche ⥋ Thionville Bel Air | Basse-Ham Route Nationale / Yutz Actypôle / Kuntzig Bibiche ⥋ Thionville Bel Air | Basse-Ham Route Nationale / Yutz Actypôle / Kuntzig Bibiche ⥋ Thionville Bel Air | Basse-Ham Route Nationale / Yutz Actypôle / Kuntzig Bibiche ⥋ Thionville Bel Air |
| 3     | Ouverture / Fermeture — / 20 février 2021 | Longueur non km                                                                  | Durée 45 min                                                                     | Nb. d’arrêts 45                                                                  | Matériel Standards Articulés                                                     | Jours de fonctionnement L, Ma, Me, J, V, S                                       | Jour / Soir / Nuit / Fêtes O / N / N / N                                         | Voy. / an 505 000                                                                | Exploitant Trans Fensch                                                          |
| 3     | Desserte : Thionville • Yutz • Basse-Ham |                                                                                  |                                                                                  |                                                                                  |                                                                                  |                                                                                  |                                                                                  |                                                                                  |                                                                                  |
| 3     | Autre : |                                                                                  |                                                                                  |                                                                                  |                                                                                  |                                                                                  |                                                                                  |                                                                                  |                                                                                  |
| 3     | Dernière actualisation : — |                                                                                  |                                                                                  |                                                                                  |                                                                                  |                                                                                  |                                                                                  |                                                                                  |                                                                                  |
| 3D    | Yutz Route de Thionville ⥋ Thionville Bel Air | Yutz Route de Thionville ⥋ Thionville Bel Air                                    | Yutz Route de Thionville ⥋ Thionville Bel Air                                    | Yutz Route de Thionville ⥋ Thionville Bel Air                                    | Yutz Route de Thionville ⥋ Thionville Bel Air                                    | Yutz Route de Thionville ⥋ Thionville Bel Air                                    | Yutz Route de Thionville ⥋ Thionville Bel Air                                    | Yutz Route de Thionville ⥋ Thionville Bel Air                                    | Yutz Route de Thionville ⥋ Thionville Bel Air                                    |
| 3D    | Ouverture / Fermeture — / 21 février 2021 | Longueur non km                                                                  | Durée —                                                                          | Nb. d’arrêts 39                                                                  | Matériel Standards                                                               | Jours de fonctionnement D                                                        | Jour / Soir / Nuit / Fêtes O / N / N / O                                         | Voy. / an 8 100                                                                  | Exploitant Trans Fensch                                                          |
| 3D    | Desserte : Thionville • Yutz |                                                                                  |                                                                                  |                                                                                  |                                                                                  |                                                                                  |                                                                                  |                                                                                  |                                                                                  |
| 3D    | Autre : |                                                                                  |                                                                                  |                                                                                  |                                                                                  |                                                                                  |                                                                                  |                                                                                  |                                                                                  |
| 3D    | Dernière actualisation : — |                                                                                  |                                                                                  |                                                                                  |                                                                                  |                                                                                  |                                                                                  |                                                                                  |                                                                                  |
| 4     | Stuckange Liberté / Yutz Aéro'Park ⥋ Thionville Foch | Stuckange Liberté / Yutz Aéro'Park ⥋ Thionville Foch                             | Stuckange Liberté / Yutz Aéro'Park ⥋ Thionville Foch                             | Stuckange Liberté / Yutz Aéro'Park ⥋ Thionville Foch                             | Stuckange Liberté / Yutz Aéro'Park ⥋ Thionville Foch                             | Stuckange Liberté / Yutz Aéro'Park ⥋ Thionville Foch                             | Stuckange Liberté / Yutz Aéro'Park ⥋ Thionville Foch                             | Stuckange Liberté / Yutz Aéro'Park ⥋ Thionville Foch                             | Stuckange Liberté / Yutz Aéro'Park ⥋ Thionville Foch                             |
| 4     | Ouverture / Fermeture — / 20 février 2021 | Longueur —                                                                       | Durée 35 min                                                                     | Nb. d’arrêts 38                                                                  | Matériel Standards Articulés                                                     | Jours de fonctionnement L, Ma, Me, J, V, S                                       | Jour / Soir / Nuit / Fêtes O / N / N / N                                         | Voy. / an 472 000                                                                | Exploitant Trans Fensch                                                          |
| 4     | Desserte : Thionville • Yutz • Kuntzig • Stuckange |                                                                                  |                                                                                  |                                                                                  |                                                                                  |                                                                                  |                                                                                  |                                                                                  |                                                                                  |
| 4     | Autre : - Les deux derniers voyages de la journée vont au delà de l'Aéro'Park et font leur terminus à Yutz Aragon. - Section Thionville Foch - Thionville Linkling supprimée en 2019, remplacée par la ligne 26. |                                                                                  |                                                                                  |                                                                                  |                                                                                  |                                                                                  |                                                                                  |                                                                                  |                                                                                  |
| 4     | Dernière actualisation : — |                                                                                  |                                                                                  |                                                                                  |                                                                                  |                                                                                  |                                                                                  |                                                                                  |                                                                                  |

### Lignes complémentaires
| Ligne | Caractéristiques | Caractéristiques                                        | Caractéristiques                                        | Caractéristiques                                        | Caractéristiques                                        | Caractéristiques                                        | Caractéristiques                                        | Caractéristiques                                        | Caractéristiques                                        |
| 6     | Thionville Foch / Luxembourg ⥋ Fameck Zone artisanale | Thionville Foch / Luxembourg ⥋ Fameck Zone artisanale   | Thionville Foch / Luxembourg ⥋ Fameck Zone artisanale   | Thionville Foch / Luxembourg ⥋ Fameck Zone artisanale   | Thionville Foch / Luxembourg ⥋ Fameck Zone artisanale   | Thionville Foch / Luxembourg ⥋ Fameck Zone artisanale   | Thionville Foch / Luxembourg ⥋ Fameck Zone artisanale   | Thionville Foch / Luxembourg ⥋ Fameck Zone artisanale   | Thionville Foch / Luxembourg ⥋ Fameck Zone artisanale   |
| ----- | --- | ------------------------------------------------------- | ------------------------------------------------------- | ------------------------------------------------------- | ------------------------------------------------------- | ------------------------------------------------------- | ------------------------------------------------------- | ------------------------------------------------------- | ------------------------------------------------------- |
| 6     | Ouverture / Fermeture — / 20 février 2021 | Longueur —                                              | Durée 60 min                                            | Nb. d’arrêts 45                                         | Matériel Standards                                      | Jours de fonctionnement L, Ma, Me, J, V, S              | Jour / Soir / Nuit / Fêtes O / N / N / N                | Voy. / an 136 000                                       | Exploitant Trans Fensch                                 |
| 6     | Desserte : Thionville • Terville Linkling • Florange • Fameck |                                                         |                                                         |                                                         |                                                         |                                                         |                                                         |                                                         |                                                         |
| 6     | Autre : |                                                         |                                                         |                                                         |                                                         |                                                         |                                                         |                                                         |                                                         |
| 6     | Dernière actualisation : — |                                                         |                                                         |                                                         |                                                         |                                                         |                                                         |                                                         |                                                         |
| 7     | Fameck Budange ⥋ Gandrange Peupliers | Fameck Budange ⥋ Gandrange Peupliers                    | Fameck Budange ⥋ Gandrange Peupliers                    | Fameck Budange ⥋ Gandrange Peupliers                    | Fameck Budange ⥋ Gandrange Peupliers                    | Fameck Budange ⥋ Gandrange Peupliers                    | Fameck Budange ⥋ Gandrange Peupliers                    | Fameck Budange ⥋ Gandrange Peupliers                    | Fameck Budange ⥋ Gandrange Peupliers                    |
| 7     | Ouverture / Fermeture — / 19 février 2021 | Longueur —                                              | Durée 15 min                                            | Nb. d’arrêts 18                                         | Matériel Minibus                                        | Jours de fonctionnement L, Ma, Me, J, V                 | Jour / Soir / Nuit / Fêtes O / N / N / N                | Voy. / an 8 800                                         | Exploitant Trans Fensch                                 |
| 7     | Desserte : Fameck • Florange • Uckange • Richemont • Gandrange |                                                         |                                                         |                                                         |                                                         |                                                         |                                                         |                                                         |                                                         |
| 7     | Autre : Ligne suspendue de 2016 à 2019. |                                                         |                                                         |                                                         |                                                         |                                                         |                                                         |                                                         |                                                         |
| 7     | Dernière actualisation : — |                                                         |                                                         |                                                         |                                                         |                                                         |                                                         |                                                         |                                                         |
| 10    | Thionville Foch ⥋ Œutrange Sources | Thionville Foch ⥋ Œutrange Sources                      | Thionville Foch ⥋ Œutrange Sources                      | Thionville Foch ⥋ Œutrange Sources                      | Thionville Foch ⥋ Œutrange Sources                      | Thionville Foch ⥋ Œutrange Sources                      | Thionville Foch ⥋ Œutrange Sources                      | Thionville Foch ⥋ Œutrange Sources                      | Thionville Foch ⥋ Œutrange Sources                      |
| 10    | Ouverture / Fermeture — / 20 février 2021 | Longueur —                                              | Durée 30 min                                            | Nb. d’arrêts 30                                         | Matériel Standards                                      | Jours de fonctionnement L, Ma, Me, J, V, S              | Jour / Soir / Nuit / Fêtes O / N / N / N                | Voy. / an 109 000                                       | Exploitant Trans Fensch                                 |
| 10    | Desserte : Thionville • Manom • Hettange-Grande • Entrange • Œutrange |                                                         |                                                         |                                                         |                                                         |                                                         |                                                         |                                                         |                                                         |
| 10    | Autre : - Prolongée de Thionville Foch à la Maison des Associations en 2014. - A nouveau limitée à Thionville Foch en 2015. - Service dominical Thionville Foch ↔ Hettange-Grande Cité Soetrich supprimée en 2018 à la suite des difficultés financières de l'exploitant. |                                                         |                                                         |                                                         |                                                         |                                                         |                                                         |                                                         |                                                         |
| 10    | Dernière actualisation : — |                                                         |                                                         |                                                         |                                                         |                                                         |                                                         |                                                         |                                                         |
| 11    | 36500 | 36500                                                   | 36500                                                   | 36500                                                   | 36500                                                   | 36500                                                   | 36500                                                   | 36500                                                   | 36500                                                   |
| 11    | Thionville Foch ⥋ Manom Pommiers |                                                         |                                                         |                                                         |                                                         |                                                         |                                                         |                                                         |                                                         |
| 11    | Ouverture / Fermeture — / 20 février 2021 | Longueur —                                              | Durée 12 min                                            | Nb. d’arrêts 11                                         | Matériel Standards                                      | Jours de fonctionnement L, Ma, Me, J, V, S              | Jour / Soir / Nuit / Fêtes O / N / N / N                | Voy. / an 36 500                                        | Exploitant Trans Fensch                                 |
| 11    | Desserte : Thionville • Manom |                                                         |                                                         |                                                         |                                                         |                                                         |                                                         |                                                         |                                                         |
| 11    | Autre : |                                                         |                                                         |                                                         |                                                         |                                                         |                                                         |                                                         |                                                         |
| 11    | Dernière actualisation : — |                                                         |                                                         |                                                         |                                                         |                                                         |                                                         |                                                         |                                                         |
| 12    | Thionville Galliéni ⥋ Elange Ruisseau | Thionville Galliéni ⥋ Elange Ruisseau                   | Thionville Galliéni ⥋ Elange Ruisseau                   | Thionville Galliéni ⥋ Elange Ruisseau                   | Thionville Galliéni ⥋ Elange Ruisseau                   | Thionville Galliéni ⥋ Elange Ruisseau                   | Thionville Galliéni ⥋ Elange Ruisseau                   | Thionville Galliéni ⥋ Elange Ruisseau                   | Thionville Galliéni ⥋ Elange Ruisseau                   |
| 12    | Ouverture / Fermeture — / 20 février 2021 | Longueur —                                              | Durée 23 min                                            | Nb. d’arrêts 22                                         | Matériel Standards Articulés                            | Jours de fonctionnement L, Ma, Me, J, V, S              | Jour / Soir / Nuit / Fêtes O / N / N / N                | Voy. / an 59 500                                        | Exploitant Trans Fensch                                 |
| 12    | Desserte : Thionville • Terville • Veymerange • Elange |                                                         |                                                         |                                                         |                                                         |                                                         |                                                         |                                                         |                                                         |
| 12    | Autre : |                                                         |                                                         |                                                         |                                                         |                                                         |                                                         |                                                         |                                                         |
| 12    | Dernière actualisation : — |                                                         |                                                         |                                                         |                                                         |                                                         |                                                         |                                                         |                                                         |
| 18    | Thionville Foch ⥋ Florange Centrale | Thionville Foch ⥋ Florange Centrale                     | Thionville Foch ⥋ Florange Centrale                     | Thionville Foch ⥋ Florange Centrale                     | Thionville Foch ⥋ Florange Centrale                     | Thionville Foch ⥋ Florange Centrale                     | Thionville Foch ⥋ Florange Centrale                     | Thionville Foch ⥋ Florange Centrale                     | Thionville Foch ⥋ Florange Centrale                     |
| 18    | Ouverture / Fermeture — / 20 février 2021 | Longueur —                                              | Durée 35 min                                            | Nb. d’arrêts 22                                         | Matériel Standards                                      | Jours de fonctionnement L, Ma, Me, J, V, S              | Jour / Soir / Nuit / Fêtes O / N / N / N                | Voy. / an 134 000                                       | Exploitant Trans Fensch                                 |
| 18    | Desserte : Thionville • Florange • Uckange |                                                         |                                                         |                                                         |                                                         |                                                         |                                                         |                                                         |                                                         |
| 18    | Autre : |                                                         |                                                         |                                                         |                                                         |                                                         |                                                         |                                                         |                                                         |
| 18    | Dernière actualisation : — |                                                         |                                                         |                                                         |                                                         |                                                         |                                                         |                                                         |                                                         |
| 23    | Nymbus A | Nymbus A                                                | Nymbus A                                                | Nymbus A                                                | Nymbus A                                                | Nymbus A                                                | Nymbus A                                                | Nymbus A                                                | Nymbus A                                                |
| 23    | Yutz IUT ⥋ Yutz Actypôle |                                                         |                                                         |                                                         |                                                         |                                                         |                                                         |                                                         |                                                         |
| 23    | Ouverture / Fermeture 2001 / 19 février 2021 | Longueur —                                              | Durée 30 min                                            | Nb. d’arrêts 26                                         | Matériel Midibus                                        | Jours de fonctionnement L, Ma, Me, J, V                 | Jour / Soir / Nuit / Fêtes O / N / N / N                | Voy. / an 31 000                                        | Exploitant Trans Fensch                                 |
| 23    | Desserte : Yutz |                                                         |                                                         |                                                         |                                                         |                                                         |                                                         |                                                         |                                                         |
| 23    | Autre : |                                                         |                                                         |                                                         |                                                         |                                                         |                                                         |                                                         |                                                         |
| 23    | Dernière actualisation : — |                                                         |                                                         |                                                         |                                                         |                                                         |                                                         |                                                         |                                                         |
| 26    | Thionville Linkling ⥋ Thionville Foch | Thionville Linkling ⥋ Thionville Foch                   | Thionville Linkling ⥋ Thionville Foch                   | Thionville Linkling ⥋ Thionville Foch                   | Thionville Linkling ⥋ Thionville Foch                   | Thionville Linkling ⥋ Thionville Foch                   | Thionville Linkling ⥋ Thionville Foch                   | Thionville Linkling ⥋ Thionville Foch                   | Thionville Linkling ⥋ Thionville Foch                   |
| 26    | Ouverture / Fermeture — / 20 février 2021 | Longueur —                                              | Durée 31 min                                            | Nb. d’arrêts 17                                         | Matériel Standards                                      | Jours de fonctionnement L, Ma, Me, J, V, S              | Jour / Soir / Nuit / Fêtes O / N / N / N                | Voy. / an —                                             | Exploitant Trans Fensch                                 |
| 26    | Desserte : Thionville • Terville Linkling |                                                         |                                                         |                                                         |                                                         |                                                         |                                                         |                                                         |                                                         |
| 26    | Autre : Fusionnée avec la ligne 25 en 2011, puis rétablie en 2019, à la suite de la suppression de cette dernière en 2018 et à la limitation de la ligne 4. |                                                         |                                                         |                                                         |                                                         |                                                         |                                                         |                                                         |                                                         |
| 26    | Dernière actualisation : — |                                                         |                                                         |                                                         |                                                         |                                                         |                                                         |                                                         |                                                         |
| 28    | Thi'Bus | Thi'Bus                                                 | Thi'Bus                                                 | Thi'Bus                                                 | Thi'Bus                                                 | Thi'Bus                                                 | Thi'Bus                                                 | Thi'Bus                                                 | Thi'Bus                                                 |
| 28    | Thionville Gare ⥋ Thionville Linkling 3 |                                                         |                                                         |                                                         |                                                         |                                                         |                                                         |                                                         |                                                         |
| 28    | Ouverture / Fermeture — / 20 février 2021 | Longueur —                                              | Durée 30 min                                            | Nb. d’arrêts 27                                         | Matériel Standards Midibus                              | Jours de fonctionnement L, Ma, Me, J, V, S              | Jour / Soir / Nuit / Fêtes O / N / N / N                | Voy. / an 208 000                                       | Exploitant Trans Fensch                                 |
| 28    | Desserte : Thionville |                                                         |                                                         |                                                         |                                                         |                                                         |                                                         |                                                         |                                                         |
| 28    | Autre : - Prolongée à Thionville Linkling à Uckange Petite Fontaine en 2016. - Limitée à Uckange Pont de Pierre en 2017. |                                                         |                                                         |                                                         |                                                         |                                                         |                                                         |                                                         |                                                         |
| 28    | Dernière actualisation : — |                                                         |                                                         |                                                         |                                                         |                                                         |                                                         |                                                         |                                                         |
| 31    | Thionville Foch ⥋ Neufchef Terminal | Thionville Foch ⥋ Neufchef Terminal                     | Thionville Foch ⥋ Neufchef Terminal                     | Thionville Foch ⥋ Neufchef Terminal                     | Thionville Foch ⥋ Neufchef Terminal                     | Thionville Foch ⥋ Neufchef Terminal                     | Thionville Foch ⥋ Neufchef Terminal                     | Thionville Foch ⥋ Neufchef Terminal                     | Thionville Foch ⥋ Neufchef Terminal                     |
| 31    | Ouverture / Fermeture — / 20 février 2021 | Longueur —                                              | Durée 50 min                                            | Nb. d’arrêts 48                                         | Matériel Standards                                      | Jours de fonctionnement L, Ma, Me, J, V, S              | Jour / Soir / Nuit / Fêtes O / N / N / N                | Voy. / an 338 000                                       | Exploitant Trans Fensch                                 |
| 31    | Desserte : Thionville • Elange • Beuvange • Volkrange • Hayange Marspich • Centre • Neufchef |                                                         |                                                         |                                                         |                                                         |                                                         |                                                         |                                                         |                                                         |
| 31    | Autre : |                                                         |                                                         |                                                         |                                                         |                                                         |                                                         |                                                         |                                                         |
| 31    | Dernière actualisation : — |                                                         |                                                         |                                                         |                                                         |                                                         |                                                         |                                                         |                                                         |
| 32    | Thionville Luxembourg ⥋ Neufchef Terminal | Thionville Luxembourg ⥋ Neufchef Terminal               | Thionville Luxembourg ⥋ Neufchef Terminal               | Thionville Luxembourg ⥋ Neufchef Terminal               | Thionville Luxembourg ⥋ Neufchef Terminal               | Thionville Luxembourg ⥋ Neufchef Terminal               | Thionville Luxembourg ⥋ Neufchef Terminal               | Thionville Luxembourg ⥋ Neufchef Terminal               | Thionville Luxembourg ⥋ Neufchef Terminal               |
| 32    | Ouverture / Fermeture — / 20 février 2021 | Longueur —                                              | Durée 50 min                                            | Nb. d’arrêts 43                                         | Matériel Standards                                      | Jours de fonctionnement L, Ma, Me, J, V, S              | Jour / Soir / Nuit / Fêtes O / N / N / N                | Voy. / an 172 000                                       | Exploitant Trans Fensch                                 |
| 32    | Desserte : Thionville • Elange • Beuvange • Nilvange • Algrange |                                                         |                                                         |                                                         |                                                         |                                                         |                                                         |                                                         |                                                         |
| 32    | Autre : |                                                         |                                                         |                                                         |                                                         |                                                         |                                                         |                                                         |                                                         |
| 32    | Dernière actualisation : — |                                                         |                                                         |                                                         |                                                         |                                                         |                                                         |                                                         |                                                         |
| 33    | Thionville Foch ⥋ Guénange Village | Thionville Foch ⥋ Guénange Village                      | Thionville Foch ⥋ Guénange Village                      | Thionville Foch ⥋ Guénange Village                      | Thionville Foch ⥋ Guénange Village                      | Thionville Foch ⥋ Guénange Village                      | Thionville Foch ⥋ Guénange Village                      | Thionville Foch ⥋ Guénange Village                      | Thionville Foch ⥋ Guénange Village                      |
| 33    | Ouverture / Fermeture — / 20 février 2021 | Longueur —                                              | Durée 45 min                                            | Nb. d’arrêts 28                                         | Matériel Autocars Standards Articulés                   | Jours de fonctionnement L, Ma, Me, J, V, S              | Jour / Soir / Nuit / Fêtes O / N / N / N                | Voy. / an 176 000                                       | Exploitant Trans Fensch Transdev Grand Est              |
| 33    | Desserte : Thionville • Illange • Bertrange • Guénange |                                                         |                                                         |                                                         |                                                         |                                                         |                                                         |                                                         |                                                         |
| 33    | Autre : Service dominical supprimée en 2018 à la suite des difficultés financières de l'exploitant. |                                                         |                                                         |                                                         |                                                         |                                                         |                                                         |                                                         |                                                         |
| 33    | Dernière actualisation : — |                                                         |                                                         |                                                         |                                                         |                                                         |                                                         |                                                         |                                                         |
| 37    | Thionville Foch ⥋ Cattenom Synagogue | Thionville Foch ⥋ Cattenom Synagogue                    | Thionville Foch ⥋ Cattenom Synagogue                    | Thionville Foch ⥋ Cattenom Synagogue                    | Thionville Foch ⥋ Cattenom Synagogue                    | Thionville Foch ⥋ Cattenom Synagogue                    | Thionville Foch ⥋ Cattenom Synagogue                    | Thionville Foch ⥋ Cattenom Synagogue                    | Thionville Foch ⥋ Cattenom Synagogue                    |
| 37    | Ouverture / Fermeture — / 20 février 2021 | Longueur —                                              | Durée 25 min                                            | Nb. d’arrêts 30                                         | Matériel Standards Articulés                            | Jours de fonctionnement L, Ma, Me, J, V, S              | Jour / Soir / Nuit / Fêtes O / N / N / N                | Voy. / an 94 000                                        | Exploitant Trans Fensch                                 |
| 37    | Desserte : Thionville Centre • Garche • Manom • Cattenom Kœking • Centre • Sentzich |                                                         |                                                         |                                                         |                                                         |                                                         |                                                         |                                                         |                                                         |
| 37    | Autre : |                                                         |                                                         |                                                         |                                                         |                                                         |                                                         |                                                         |                                                         |
| 37    | Dernière actualisation : — |                                                         |                                                         |                                                         |                                                         |                                                         |                                                         |                                                         |                                                         |
| 52    | Gandrange Peupliers ⥋ Fameck Jardins du Triangle | Gandrange Peupliers ⥋ Fameck Jardins du Triangle        | Gandrange Peupliers ⥋ Fameck Jardins du Triangle        | Gandrange Peupliers ⥋ Fameck Jardins du Triangle        | Gandrange Peupliers ⥋ Fameck Jardins du Triangle        | Gandrange Peupliers ⥋ Fameck Jardins du Triangle        | Gandrange Peupliers ⥋ Fameck Jardins du Triangle        | Gandrange Peupliers ⥋ Fameck Jardins du Triangle        | Gandrange Peupliers ⥋ Fameck Jardins du Triangle        |
| 52    | Ouverture / Fermeture — / 20 février 2021 | Longueur —                                              | Durée 35 min                                            | Nb. d’arrêts 27                                         | Matériel Standards                                      | Jours de fonctionnement L, Ma, Me, J, V, S              | Jour / Soir / Nuit / Fêtes O / N / N / N                | Voy. / an 227 000                                       | Exploitant Trans Fensch                                 |
| 52    | Desserte : Gandrange • Florange • Fameck |                                                         |                                                         |                                                         |                                                         |                                                         |                                                         |                                                         |                                                         |
| 52    | Autre : Prolongée de Fameck Budange à Gandrange en 2015. Service dominical supprimée en 2018 à la suite des difficultés financières de l'exploitant. |                                                         |                                                         |                                                         |                                                         |                                                         |                                                         |                                                         |                                                         |
| 52    | Dernière actualisation : — |                                                         |                                                         |                                                         |                                                         |                                                         |                                                         |                                                         |                                                         |
| 53    | Saint-Nicolas-en-Forêt Bout des Terres ⥋ Konacker Stand | Saint-Nicolas-en-Forêt Bout des Terres ⥋ Konacker Stand | Saint-Nicolas-en-Forêt Bout des Terres ⥋ Konacker Stand | Saint-Nicolas-en-Forêt Bout des Terres ⥋ Konacker Stand | Saint-Nicolas-en-Forêt Bout des Terres ⥋ Konacker Stand | Saint-Nicolas-en-Forêt Bout des Terres ⥋ Konacker Stand | Saint-Nicolas-en-Forêt Bout des Terres ⥋ Konacker Stand | Saint-Nicolas-en-Forêt Bout des Terres ⥋ Konacker Stand | Saint-Nicolas-en-Forêt Bout des Terres ⥋ Konacker Stand |
| 53    | Ouverture / Fermeture — / 20 février 2021 | Longueur —                                              | Durée 25 min                                            | Nb. d’arrêts 29                                         | Matériel Standards                                      | Jours de fonctionnement L, Ma, Me, J, V, S              | Jour / Soir / Nuit / Fêtes O / N / N / N                | Voy. / an 241 000                                       | Exploitant Trans Fensch                                 |
| 53    | Desserte : Hayange Saint-Nicolas-en-Forêt • Centre • Nilvange • Konacker |                                                         |                                                         |                                                         |                                                         |                                                         |                                                         |                                                         |                                                         |
| 53    | Autre : |                                                         |                                                         |                                                         |                                                         |                                                         |                                                         |                                                         |                                                         |
| 53    | Dernière actualisation : — |                                                         |                                                         |                                                         |                                                         |                                                         |                                                         |                                                         |                                                         |
| 56    | Hayange Féralia ⥋ Uckange Route de Metz | Hayange Féralia ⥋ Uckange Route de Metz                 | Hayange Féralia ⥋ Uckange Route de Metz                 | Hayange Féralia ⥋ Uckange Route de Metz                 | Hayange Féralia ⥋ Uckange Route de Metz                 | Hayange Féralia ⥋ Uckange Route de Metz                 | Hayange Féralia ⥋ Uckange Route de Metz                 | Hayange Féralia ⥋ Uckange Route de Metz                 | Hayange Féralia ⥋ Uckange Route de Metz                 |
| 56    | Ouverture / Fermeture — / 20 février 2021 | Longueur —                                              | Durée 45 min                                            | Nb. d’arrêts 21                                         | Matériel Standards                                      | Jours de fonctionnement L, Ma, Me, J, V, S              | Jour / Soir / Nuit / Fêtes O / N / N / N                | Voy. / an 106 000                                       | Exploitant Trans Fensch                                 |
| 56    | Desserte : Hayange • Serémange-Erzange • Fameck • Uckange |                                                         |                                                         |                                                         |                                                         |                                                         |                                                         |                                                         |                                                         |
| 56    | Autre : - Prolongée d'Uckange Route de Metz à Guénange Bellevue en 2014. - A nouveau limitée à Uckange en 2017. |                                                         |                                                         |                                                         |                                                         |                                                         |                                                         |                                                         |                                                         |
| 56    | Dernière actualisation : — |                                                         |                                                         |                                                         |                                                         |                                                         |                                                         |                                                         |                                                         |
| 57    | Hayange Paix ⥋ Florange Moulin Daspich | Hayange Paix ⥋ Florange Moulin Daspich                  | Hayange Paix ⥋ Florange Moulin Daspich                  | Hayange Paix ⥋ Florange Moulin Daspich                  | Hayange Paix ⥋ Florange Moulin Daspich                  | Hayange Paix ⥋ Florange Moulin Daspich                  | Hayange Paix ⥋ Florange Moulin Daspich                  | Hayange Paix ⥋ Florange Moulin Daspich                  | Hayange Paix ⥋ Florange Moulin Daspich                  |
| 57    | Ouverture / Fermeture — / 21 février 2021 | Longueur —                                              | Durée 40 min                                            | Nb. d’arrêts 39                                         | Matériel Standards                                      | Jours de fonctionnement L, Ma, Me, J, V, S, D           | Jour / Soir / Nuit / Fêtes O / N / N / O                | Voy. / an 74 000                                        | Exploitant Trans Fensch                                 |
| 57    | Desserte : Hayange • Fameck • Florange |                                                         |                                                         |                                                         |                                                         |                                                         |                                                         |                                                         |                                                         |
| 57    | Autre : Service dominical supprimée en 2018 à la suite des difficultés financières de l'exploitant, puis rétabli par la suite à une date inconnue. |                                                         |                                                         |                                                         |                                                         |                                                         |                                                         |                                                         |                                                         |
| 57    | Dernière actualisation : — |                                                         |                                                         |                                                         |                                                         |                                                         |                                                         |                                                         |                                                         |

### Lignes périurbaines
| Ligne | Caractéristiques | Caractéristiques                                                     | Caractéristiques                                                     | Caractéristiques                                                     | Caractéristiques                                                     | Caractéristiques                                                     | Caractéristiques                                                     | Caractéristiques                                                     | Caractéristiques                                                     |
| 14    | Volmerange-les-Mines Douane ⥋ Thionville Foch Théâtre/Hélène Boucher                                                             | Volmerange-les-Mines Douane ⥋ Thionville Foch Théâtre/Hélène Boucher | Volmerange-les-Mines Douane ⥋ Thionville Foch Théâtre/Hélène Boucher | Volmerange-les-Mines Douane ⥋ Thionville Foch Théâtre/Hélène Boucher | Volmerange-les-Mines Douane ⥋ Thionville Foch Théâtre/Hélène Boucher | Volmerange-les-Mines Douane ⥋ Thionville Foch Théâtre/Hélène Boucher | Volmerange-les-Mines Douane ⥋ Thionville Foch Théâtre/Hélène Boucher | Volmerange-les-Mines Douane ⥋ Thionville Foch Théâtre/Hélène Boucher | Volmerange-les-Mines Douane ⥋ Thionville Foch Théâtre/Hélène Boucher |
| ----- | --- | -------------------------------------------------------------------- | -------------------------------------------------------------------- | -------------------------------------------------------------------- | -------------------------------------------------------------------- | -------------------------------------------------------------------- | -------------------------------------------------------------------- | -------------------------------------------------------------------- | -------------------------------------------------------------------- |
| 14    | Ouverture / Fermeture — / 20 février 2021                                                                                        | Longueur —                                                           | Durée 60 min                                                         | Nb. d’arrêts 31                                                      | Matériel Minibus Standards Articulés                                 | Jours de fonctionnement L, Ma, Me, J, V, S                           | Jour / Soir / Nuit / Fêtes O / N / N / N                             | Voy. / an 75 000                                                     | Exploitant Trans Fensch                                              |
| 14    | Desserte : Thionville • Manom • Hettange-Grande Centre • Sœtrich • Escherange • Kanfen • Volmerange-les-Mines                    |                                                                      |                                                                      |                                                                      |                                                                      |                                                                      |                                                                      |                                                                      |                                                                      |
| 14    | Autre : Section transfrontalière entre Volmerange et Dudelange supprimée en février 2014, à la suite du changement d'exploitant. |                                                                      |                                                                      |                                                                      |                                                                      |                                                                      |                                                                      |                                                                      |                                                                      |
| 14    | Dernière actualisation : — |                                                                      |                                                                      |                                                                      |                                                                      |                                                                      |                                                                      |                                                                      |                                                                      |
| 90    | Nondkeil Centre ⥋ Angevillers Place                                                                                              | Nondkeil Centre ⥋ Angevillers Place                                  | Nondkeil Centre ⥋ Angevillers Place                                  | Nondkeil Centre ⥋ Angevillers Place                                  | Nondkeil Centre ⥋ Angevillers Place                                  | Nondkeil Centre ⥋ Angevillers Place                                  | Nondkeil Centre ⥋ Angevillers Place                                  | Nondkeil Centre ⥋ Angevillers Place                                  | Nondkeil Centre ⥋ Angevillers Place                                  |
| 90    | Ouverture / Fermeture — / 20 février 2021                                                                                        | Longueur —                                                           | Durée 15 min                                                         | Nb. d’arrêts 5                                                       | Matériel Autocars                                                    | Jours de fonctionnement L, Ma, Me, J, V, S                           | Jour / Soir / Nuit / Fêtes O / N / N / N                             | Voy. / an —                                                          | Exploitant Trans Fensch                                              |
| 90    | Desserte : Ottange Nondkeil • Rochonvillers • Angevillers                                                                        |                                                                      |                                                                      |                                                                      |                                                                      |                                                                      |                                                                      |                                                                      |                                                                      |
| 90    | Autre : |                                                                      |                                                                      |                                                                      |                                                                      |                                                                      |                                                                      |                                                                      |                                                                      |
| 90    | Dernière actualisation : — |                                                                      |                                                                      |                                                                      |                                                                      |                                                                      |                                                                      |                                                                      |                                                                      |
| 91    | Ottange Cité Saint Paul ⥋ Thionville Gare SNCF Quai F                                                                            | Ottange Cité Saint Paul ⥋ Thionville Gare SNCF Quai F                | Ottange Cité Saint Paul ⥋ Thionville Gare SNCF Quai F                | Ottange Cité Saint Paul ⥋ Thionville Gare SNCF Quai F                | Ottange Cité Saint Paul ⥋ Thionville Gare SNCF Quai F                | Ottange Cité Saint Paul ⥋ Thionville Gare SNCF Quai F                | Ottange Cité Saint Paul ⥋ Thionville Gare SNCF Quai F                | Ottange Cité Saint Paul ⥋ Thionville Gare SNCF Quai F                | Ottange Cité Saint Paul ⥋ Thionville Gare SNCF Quai F                |
| 91    | Ouverture / Fermeture — / 20 février 2021                                                                                        | Longueur —                                                           | Durée 60 min                                                         | Nb. d’arrêts 29                                                      | Matériel Autocars Standards Articulés                                | Jours de fonctionnement L, Ma, Me, J, V, S                           | Jour / Soir / Nuit / Fêtes O / N / N / N                             | Voy. / an 65 000                                                     | Exploitant Trans Fensch                                              |
| 91    | Desserte : Thionville • Elange • Angevillers • Havange • Tressange • Ottange                                                     |                                                                      |                                                                      |                                                                      |                                                                      |                                                                      |                                                                      |                                                                      |                                                                      |
| 91    | Autre : Section transfrontalière entre Ottange et Rumelange supprimée en février 2014, à la suite du changement d'exploitant.    |                                                                      |                                                                      |                                                                      |                                                                      |                                                                      |                                                                      |                                                                      |                                                                      |
| 91    | Dernière actualisation : — |                                                                      |                                                                      |                                                                      |                                                                      |                                                                      |                                                                      |                                                                      |                                                                      |
| 92    | Boulange Cité du Bois ⥋ Hayange Hôpital                                                                                          | Boulange Cité du Bois ⥋ Hayange Hôpital                              | Boulange Cité du Bois ⥋ Hayange Hôpital                              | Boulange Cité du Bois ⥋ Hayange Hôpital                              | Boulange Cité du Bois ⥋ Hayange Hôpital                              | Boulange Cité du Bois ⥋ Hayange Hôpital                              | Boulange Cité du Bois ⥋ Hayange Hôpital                              | Boulange Cité du Bois ⥋ Hayange Hôpital                              | Boulange Cité du Bois ⥋ Hayange Hôpital                              |
| 92    | Ouverture / Fermeture — / 19 février 2021                                                                                        | Longueur —                                                           | Durée 45 min                                                         | Nb. d’arrêts 22                                                      | Matériel Autocars                                                    | Jours de fonctionnement L, Ma, Me, J, V                              | Jour / Soir / Nuit / Fêtes O / N / N / N                             | Voy. / an 29 000                                                     | Exploitant Trans Fensch                                              |
| 92    | Desserte : Hayange • Knutange • Algrange • Angevillers • Havange • Tressange • Boulange                                          |                                                                      |                                                                      |                                                                      |                                                                      |                                                                      |                                                                      |                                                                      |                                                                      |
| 92    | Autre : |                                                                      |                                                                      |                                                                      |                                                                      |                                                                      |                                                                      |                                                                      |                                                                      |
| 92    | Dernière actualisation : — |                                                                      |                                                                      |                                                                      |                                                                      |                                                                      |                                                                      |                                                                      |                                                                      |
| 94    | Fontoy Super U ⥋ Lommerange Jules Ferry                                                                                          | Fontoy Super U ⥋ Lommerange Jules Ferry                              | Fontoy Super U ⥋ Lommerange Jules Ferry                              | Fontoy Super U ⥋ Lommerange Jules Ferry                              | Fontoy Super U ⥋ Lommerange Jules Ferry                              | Fontoy Super U ⥋ Lommerange Jules Ferry                              | Fontoy Super U ⥋ Lommerange Jules Ferry                              | Fontoy Super U ⥋ Lommerange Jules Ferry                              | Fontoy Super U ⥋ Lommerange Jules Ferry                              |
| 94    | Ouverture / Fermeture 2016 / 20 février 2021                                                                                     | Longueur —                                                           | Durée 12 min                                                         | Nb. d’arrêts 12                                                      | Matériel Midibus                                                     | Jours de fonctionnement L, Ma, Me, J, V, S                           | Jour / Soir / Nuit / Fêtes O / N / N / N                             | Voy. / an 150                                                        | Exploitant Trans Fensch                                              |
| 94    | Desserte : Lommerange • Fontoy                                                                                                   |                                                                      |                                                                      |                                                                      |                                                                      |                                                                      |                                                                      |                                                                      |                                                                      |
| 94    | Autre : Ligne ayant par le passé existé de manière intermittente de 1974 à 1984 puis en 1993.                                    |                                                                      |                                                                      |                                                                      |                                                                      |                                                                      |                                                                      |                                                                      |                                                                      |
| 94    | Dernière actualisation : — |                                                                      |                                                                      |                                                                      |                                                                      |                                                                      |                                                                      |                                                                      |                                                                      |
| 96    | Hayange Esplanade ⥋ Ottange Place                                                                                                | Hayange Esplanade ⥋ Ottange Place                                    | Hayange Esplanade ⥋ Ottange Place                                    | Hayange Esplanade ⥋ Ottange Place                                    | Hayange Esplanade ⥋ Ottange Place                                    | Hayange Esplanade ⥋ Ottange Place                                    | Hayange Esplanade ⥋ Ottange Place                                    | Hayange Esplanade ⥋ Ottange Place                                    | Hayange Esplanade ⥋ Ottange Place                                    |
| 96    | Ouverture / Fermeture 2016 / 20 février 2021                                                                                     | Longueur —                                                           | Durée 45 min                                                         | Nb. d’arrêts 41                                                      | Matériel Autocars                                                    | Jours de fonctionnement L, Ma, Me, J, V, S                           | Jour / Soir / Nuit / Fêtes O / N / N / N                             | Voy. / an —                                                          | Exploitant Trans Fensch                                              |
| 96    | Desserte : Hayange • Knutange • Fontoy • Boulange • Ottange                                                                      |                                                                      |                                                                      |                                                                      |                                                                      |                                                                      |                                                                      |                                                                      |                                                                      |
| 96    | Autre : |                                                                      |                                                                      |                                                                      |                                                                      |                                                                      |                                                                      |                                                                      |                                                                      |
| 96    | Dernière actualisation : — |                                                                      |                                                                      |                                                                      |                                                                      |                                                                      |                                                                      |                                                                      |                                                                      |

### Lignes supprimées
Ces lignes ont été pour la plupart supprimées en raison des difficultés financières de l'exploitant.

#### Anciennes lignes de semaine
| Ligne | Caractéristiques | Caractéristiques                              | Caractéristiques                              | Caractéristiques                              | Caractéristiques                              | Caractéristiques                              | Caractéristiques                              | Caractéristiques                              | Caractéristiques                              |
| 5     | Thionville Gare ⥋ Uckange Pont de Pierre                                                                                       | Thionville Gare ⥋ Uckange Pont de Pierre      | Thionville Gare ⥋ Uckange Pont de Pierre      | Thionville Gare ⥋ Uckange Pont de Pierre      | Thionville Gare ⥋ Uckange Pont de Pierre      | Thionville Gare ⥋ Uckange Pont de Pierre      | Thionville Gare ⥋ Uckange Pont de Pierre      | Thionville Gare ⥋ Uckange Pont de Pierre      | Thionville Gare ⥋ Uckange Pont de Pierre      |
| ----- | --- | --------------------------------------------- | --------------------------------------------- | --------------------------------------------- | --------------------------------------------- | --------------------------------------------- | --------------------------------------------- | --------------------------------------------- | --------------------------------------------- |
| 5     | Ouverture / Fermeture — / 2009                                                                                                 | Longueur —                                    | Durée 47 min                                  | Nb. d’arrêts 36                               | Matériel Standards                            | Jours de fonctionnement L, Ma, Me, J, V, S    | Jour / Soir / Nuit / Fêtes O / N / N / N      | Voy. / an —                                   | Exploitant Trans Fensch                       |
| 5     | Desserte : Thionville • Terville • Florange • Uckange                                                                          |                                               |                                               |                                               |                                               |                                               |                                               |                                               |                                               |
| 5     | Autre : Absorbée par le prolongement de la ligne 28.                                                                           |                                               |                                               |                                               |                                               |                                               |                                               |                                               |                                               |
| 5     | Dernière actualisation : — |                                               |                                               |                                               |                                               |                                               |                                               |                                               |                                               |
| 8     | Thionville Foch ⥋ Thionville Kastler                                                                                           | Thionville Foch ⥋ Thionville Kastler          | Thionville Foch ⥋ Thionville Kastler          | Thionville Foch ⥋ Thionville Kastler          | Thionville Foch ⥋ Thionville Kastler          | Thionville Foch ⥋ Thionville Kastler          | Thionville Foch ⥋ Thionville Kastler          | Thionville Foch ⥋ Thionville Kastler          | Thionville Foch ⥋ Thionville Kastler          |
| 8     | Ouverture / Fermeture — / 2012                                                                                                 | Longueur —                                    | Durée 9 min                                   | Nb. d’arrêts 9                                | Matériel Minibus                              | Jours de fonctionnement L, Ma, Me, J, V, S    | Jour / Soir / Nuit / Fêtes O / N / N / N      | Voy. / an —                                   | Exploitant Trans Fensch                       |
| 8     | Desserte : Thionville |                                               |                                               |                                               |                                               |                                               |                                               |                                               |                                               |
| 8     | Autre : |                                               |                                               |                                               |                                               |                                               |                                               |                                               |                                               |
| 8     | Dernière actualisation : — |                                               |                                               |                                               |                                               |                                               |                                               |                                               |                                               |
| 9     | Thionville Dupont des Loges ⥋ Thionville Foch                                                                                  | Thionville Dupont des Loges ⥋ Thionville Foch | Thionville Dupont des Loges ⥋ Thionville Foch | Thionville Dupont des Loges ⥋ Thionville Foch | Thionville Dupont des Loges ⥋ Thionville Foch | Thionville Dupont des Loges ⥋ Thionville Foch | Thionville Dupont des Loges ⥋ Thionville Foch | Thionville Dupont des Loges ⥋ Thionville Foch | Thionville Dupont des Loges ⥋ Thionville Foch |
| 9     | Ouverture / Fermeture — / 2018                                                                                                 | Longueur —                                    | Durée 11 min                                  | Nb. d’arrêts 10                               | Matériel Minibus Midibus                      | Jours de fonctionnement L, Ma, Me, J, V       | Jour / Soir / Nuit / Fêtes O / N / N / N      | Voy. / an 19 000                              | Exploitant Trans Fensch                       |
| 9     | Desserte : Thionville |                                               |                                               |                                               |                                               |                                               |                                               |                                               |                                               |
| 9     | Autre : Supprimée en septembre 2018 à la suite d'un taux d'absentéisme trop important au sein de l'exploitant.                 |                                               |                                               |                                               |                                               |                                               |                                               |                                               |                                               |
| 9     | Dernière actualisation : — |                                               |                                               |                                               |                                               |                                               |                                               |                                               |                                               |
| 13    | Thionville Foch ⥋ Basse-Ham St-Louis                                                                                           | Thionville Foch ⥋ Basse-Ham St-Louis          | Thionville Foch ⥋ Basse-Ham St-Louis          | Thionville Foch ⥋ Basse-Ham St-Louis          | Thionville Foch ⥋ Basse-Ham St-Louis          | Thionville Foch ⥋ Basse-Ham St-Louis          | Thionville Foch ⥋ Basse-Ham St-Louis          | Thionville Foch ⥋ Basse-Ham St-Louis          | Thionville Foch ⥋ Basse-Ham St-Louis          |
| 13    | Ouverture / Fermeture 2007 / 2011                                                                                              | Longueur —                                    | Durée 36 min                                  | Nb. d’arrêts 32                               | Matériel Standards                            | Jours de fonctionnement L, Ma, Me, J, V, S    | Jour / Soir / Nuit / Fêtes O / N / N / N      | Voy. / an —                                   | Exploitant Trans Fensch                       |
| 13    | Desserte : Thionville • Yutz • Basse-Ham                                                                                       |                                               |                                               |                                               |                                               |                                               |                                               |                                               |                                               |
| 13    | Autre : |                                               |                                               |                                               |                                               |                                               |                                               |                                               |                                               |
| 13    | Dernière actualisation : — |                                               |                                               |                                               |                                               |                                               |                                               |                                               |                                               |
| 21    | Thionville Foch ⥋ Thionville Horticulteurs                                                                                     | Thionville Foch ⥋ Thionville Horticulteurs    | Thionville Foch ⥋ Thionville Horticulteurs    | Thionville Foch ⥋ Thionville Horticulteurs    | Thionville Foch ⥋ Thionville Horticulteurs    | Thionville Foch ⥋ Thionville Horticulteurs    | Thionville Foch ⥋ Thionville Horticulteurs    | Thionville Foch ⥋ Thionville Horticulteurs    | Thionville Foch ⥋ Thionville Horticulteurs    |
| 21    | Ouverture / Fermeture 2007 / 2015                                                                                              | Longueur —                                    | Durée 14 min                                  | Nb. d’arrêts 10                               | Matériel Minibus                              | Jours de fonctionnement L, Ma, Me, J, V, S    | Jour / Soir / Nuit / Fêtes O / N / N / N      | Voy. / an —                                   | Exploitant Trans Fensch                       |
| 21    | Desserte : Thionville |                                               |                                               |                                               |                                               |                                               |                                               |                                               |                                               |
| 21    | Autre : |                                               |                                               |                                               |                                               |                                               |                                               |                                               |                                               |
| 21    | Dernière actualisation : — |                                               |                                               |                                               |                                               |                                               |                                               |                                               |                                               |
| 22    | Navette Gare | Navette Gare                                  | Navette Gare                                  | Navette Gare                                  | Navette Gare                                  | Navette Gare                                  | Navette Gare                                  | Navette Gare                                  | Navette Gare                                  |
| 22    | Thionville Gare ⥋ Thionville Parking des Abattoirs                                                                             |                                               |                                               |                                               |                                               |                                               |                                               |                                               |                                               |
| 22    | Ouverture / Fermeture 2009 / 2017                                                                                              | Longueur —                                    | Durée 3 min                                   | Nb. d’arrêts 2                                | Matériel Standards                            | Jours de fonctionnement L, Ma, Me, J, V       | Jour / Soir / Nuit / Fêtes O / N / N / N      | Voy. / an —                                   | Exploitant Trans Fensch                       |
| 22    | Desserte : Thionville |                                               |                                               |                                               |                                               |                                               |                                               |                                               |                                               |
| 22    | Autre : Ligne gratuite. Supprimée en septembre 2017 à la suite d'un taux d'absentéisme trop important au sein de l'exploitant. |                                               |                                               |                                               |                                               |                                               |                                               |                                               |                                               |
| 22    | Dernière actualisation : — |                                               |                                               |                                               |                                               |                                               |                                               |                                               |                                               |
| 24    | Nymbus B | Nymbus B                                      | Nymbus B                                      | Nymbus B                                      | Nymbus B                                      | Nymbus B                                      | Nymbus B                                      | Nymbus B                                      | Nymbus B                                      |
| 24    | Yutz IUT ⥋ Yutz Actypôle |                                               |                                               |                                               |                                               |                                               |                                               |                                               |                                               |
| 24    | Ouverture / Fermeture 2001 / 2012                                                                                              | Longueur —                                    | Durée 25 min                                  | Nb. d’arrêts 27                               | Matériel Midibus                              | Jours de fonctionnement L, Ma, Me, J, V       | Jour / Soir / Nuit / Fêtes O / N / N / N      | Voy. / an —                                   | Exploitant Trans Fensch                       |
| 24    | Desserte : Yutz |                                               |                                               |                                               |                                               |                                               |                                               |                                               |                                               |
| 24    | Autre : Fusionnée avec la ligne 23.                                                                                            |                                               |                                               |                                               |                                               |                                               |                                               |                                               |                                               |
| 24    | Dernière actualisation : — |                                               |                                               |                                               |                                               |                                               |                                               |                                               |                                               |
| 25    | Navette Linkling | Navette Linkling                              | Navette Linkling                              | Navette Linkling                              | Navette Linkling                              | Navette Linkling                              | Navette Linkling                              | Navette Linkling                              | Navette Linkling                              |
| 25    | Thionville Hélène Boucher ⥋ Terville Flandres                                                                                  |                                               |                                               |                                               |                                               |                                               |                                               |                                               |                                               |
| 25    | Ouverture / Fermeture — / 2018                                                                                                 | Longueur —                                    | Durée 21 min                                  | Nb. d’arrêts 16                               | Matériel Standards                            | Jours de fonctionnement L, Ma, Me, J, V, S    | Jour / Soir / Nuit / Fêtes O / N / N / N      | Voy. / an 28 000                              | Exploitant Trans Fensch                       |
| 25    | Desserte : Thionville • Terville Linkling                                                                                      |                                               |                                               |                                               |                                               |                                               |                                               |                                               |                                               |
| 25    | Autre : Prolongée à Thionville Foch en 2014                                                                                    |                                               |                                               |                                               |                                               |                                               |                                               |                                               |                                               |
| 25    | Dernière actualisation : — |                                               |                                               |                                               |                                               |                                               |                                               |                                               |                                               |
| 27    | Thi'Bus | Thi'Bus                                       | Thi'Bus                                       | Thi'Bus                                       | Thi'Bus                                       | Thi'Bus                                       | Thi'Bus                                       | Thi'Bus                                       | Thi'Bus                                       |
| 27    | Thionville Gare ⥋ Thionville Foch                                                                                              |                                               |                                               |                                               |                                               |                                               |                                               |                                               |                                               |
| 27    | Ouverture / Fermeture — / 2009                                                                                                 | Longueur —                                    | Durée 19 min                                  | Nb. d’arrêts 13                               | Matériel Minibus                              | Jours de fonctionnement L, Ma, Me, J, V, S    | Jour / Soir / Nuit / Fêtes O / N / N / N      | Voy. / an —                                   | Exploitant Trans Fensch                       |
| 27    | Desserte : Thionville |                                               |                                               |                                               |                                               |                                               |                                               |                                               |                                               |
| 27    | Autre : Fusionnée avec la ligne 28.                                                                                            |                                               |                                               |                                               |                                               |                                               |                                               |                                               |                                               |
| 27    | Dernière actualisation : — |                                               |                                               |                                               |                                               |                                               |                                               |                                               |                                               |
| 29    | Navette Algrange | Navette Algrange                              | Navette Algrange                              | Navette Algrange                              | Navette Algrange                              | Navette Algrange                              | Navette Algrange                              | Navette Algrange                              | Navette Algrange                              |
| 29    | Algrange Pinède ⥋ Knutange Place des fêtes                                                                                     |                                               |                                               |                                               |                                               |                                               |                                               |                                               |                                               |
| 29    | Ouverture / Fermeture — / 2009                                                                                                 | Longueur —                                    | Durée 33 min                                  | Nb. d’arrêts 27                               | Matériel Minibus                              | Jours de fonctionnement L, Ma, Me, J, V, S    | Jour / Soir / Nuit / Fêtes O / N / N / N      | Voy. / an —                                   | Exploitant Trans Fensch                       |
| 29    | Desserte : Algrange • Knutange                                                                                                 |                                               |                                               |                                               |                                               |                                               |                                               |                                               |                                               |
| 29    | Autre : |                                               |                                               |                                               |                                               |                                               |                                               |                                               |                                               |
| 29    | Dernière actualisation : — |                                               |                                               |                                               |                                               |                                               |                                               |                                               |                                               |
| 30    | Hayange Paix ⥋ Neufchef Cité Artisanale                                                                                        | Hayange Paix ⥋ Neufchef Cité Artisanale       | Hayange Paix ⥋ Neufchef Cité Artisanale       | Hayange Paix ⥋ Neufchef Cité Artisanale       | Hayange Paix ⥋ Neufchef Cité Artisanale       | Hayange Paix ⥋ Neufchef Cité Artisanale       | Hayange Paix ⥋ Neufchef Cité Artisanale       | Hayange Paix ⥋ Neufchef Cité Artisanale       | Hayange Paix ⥋ Neufchef Cité Artisanale       |
| 30    | Ouverture / Fermeture 2009 / 2012                                                                                              | Longueur —                                    | Durée 22 min                                  | Nb. d’arrêts 7                                | Matériel —                                    | Jours de fonctionnement L, Ma, Me, J, V       | Jour / Soir / Nuit / Fêtes O / N / N / N      | Voy. / an —                                   | Exploitant Trans Fensch                       |
| 30    | Desserte : Hayange • Neufchef                                                                                                  |                                               |                                               |                                               |                                               |                                               |                                               |                                               |                                               |
| 30    | Autre : |                                               |                                               |                                               |                                               |                                               |                                               |                                               |                                               |
| 30    | Dernière actualisation : — |                                               |                                               |                                               |                                               |                                               |                                               |                                               |                                               |
| 39    | Volmerange-les-Mines Gare ⥋ Hayange                                                                                            | Volmerange-les-Mines Gare ⥋ Hayange           | Volmerange-les-Mines Gare ⥋ Hayange           | Volmerange-les-Mines Gare ⥋ Hayange           | Volmerange-les-Mines Gare ⥋ Hayange           | Volmerange-les-Mines Gare ⥋ Hayange           | Volmerange-les-Mines Gare ⥋ Hayange           | Volmerange-les-Mines Gare ⥋ Hayange           | Volmerange-les-Mines Gare ⥋ Hayange           |
| 39    | Ouverture / Fermeture 2004 / 2005                                                                                              | Longueur —                                    | Durée —                                       | Nb. d’arrêts —                                | Matériel Standards                            | Jours de fonctionnement L, Ma, Me, J, V, S    | Jour / Soir / Nuit / Fêtes O / N / N / N      | Voy. / an —                                   | Exploitant Trans Fensch                       |
| 39    | Desserte : Volmerange-les-Mines • Kanfen • Angevillers • Algrange • Hayange                                                    |                                               |                                               |                                               |                                               |                                               |                                               |                                               |                                               |
| 39    | Autre : |                                               |                                               |                                               |                                               |                                               |                                               |                                               |                                               |
| 39    | Dernière actualisation : — |                                               |                                               |                                               |                                               |                                               |                                               |                                               |                                               |
| 61    | Hayange Église ⥋ Nilvange Hôtel de Ville                                                                                       | Hayange Église ⥋ Nilvange Hôtel de Ville      | Hayange Église ⥋ Nilvange Hôtel de Ville      | Hayange Église ⥋ Nilvange Hôtel de Ville      | Hayange Église ⥋ Nilvange Hôtel de Ville      | Hayange Église ⥋ Nilvange Hôtel de Ville      | Hayange Église ⥋ Nilvange Hôtel de Ville      | Hayange Église ⥋ Nilvange Hôtel de Ville      | Hayange Église ⥋ Nilvange Hôtel de Ville      |
| 61    | Ouverture / Fermeture — / 2019                                                                                                 | Longueur —                                    | Durée 11 min                                  | Nb. d’arrêts 17                               | Matériel Standards                            | Jours de fonctionnement L, Ma, Me, J, V, S    | Jour / Soir / Nuit / Fêtes O / N / N / N      | Voy. / an 20 000                              | Exploitant Trans Fensch                       |
| 61    | Desserte : Hayange • Nilvange                                                                                                  |                                               |                                               |                                               |                                               |                                               |                                               |                                               |                                               |
| 61    | Autre : |                                               |                                               |                                               |                                               |                                               |                                               |                                               |                                               |
| 61    | Dernière actualisation : — |                                               |                                               |                                               |                                               |                                               |                                               |                                               |                                               |
| 95    | Fontoy Super U ⥋ Boulange Cité du Bois                                                                                         | Fontoy Super U ⥋ Boulange Cité du Bois        | Fontoy Super U ⥋ Boulange Cité du Bois        | Fontoy Super U ⥋ Boulange Cité du Bois        | Fontoy Super U ⥋ Boulange Cité du Bois        | Fontoy Super U ⥋ Boulange Cité du Bois        | Fontoy Super U ⥋ Boulange Cité du Bois        | Fontoy Super U ⥋ Boulange Cité du Bois        | Fontoy Super U ⥋ Boulange Cité du Bois        |
| 95    | Ouverture / Fermeture — / 2017                                                                                                 | Longueur —                                    | Durée —                                       | Nb. d’arrêts 10                               | Matériel Autocars                             | Jours de fonctionnement L, Ma, Me, J, V       | Jour / Soir / Nuit / Fêtes O / N / N / N      | Voy. / an —                                   | Exploitant Trans Fensch                       |
| 95    | Desserte : Fontoy • Boulange                                                                                                   |                                               |                                               |                                               |                                               |                                               |                                               |                                               |                                               |
| 95    | Autre : |                                               |                                               |                                               |                                               |                                               |                                               |                                               |                                               |
| 95    | Dernière actualisation : — |                                               |                                               |                                               |                                               |                                               |                                               |                                               |                                               |

#### Anciennes lignes dominicales
Seules les lignes circulant uniquement le dimanche sont reprises ici, les services dominicaux supprimés et liés à des lignes circulant en semaine sont repris dans les tableaux des lignes concernées.
| Ligne | Caractéristiques | Caractéristiques                                                     | Caractéristiques                                                     | Caractéristiques                                                     | Caractéristiques                                                     | Caractéristiques                                                     | Caractéristiques                                                     | Caractéristiques                                                     | Caractéristiques                                                     |
| 14d   | Volmerange-les-Mines Douane ⥋ Thionville Foch Théâtre/Hélène Boucher                                                             | Volmerange-les-Mines Douane ⥋ Thionville Foch Théâtre/Hélène Boucher | Volmerange-les-Mines Douane ⥋ Thionville Foch Théâtre/Hélène Boucher | Volmerange-les-Mines Douane ⥋ Thionville Foch Théâtre/Hélène Boucher | Volmerange-les-Mines Douane ⥋ Thionville Foch Théâtre/Hélène Boucher | Volmerange-les-Mines Douane ⥋ Thionville Foch Théâtre/Hélène Boucher | Volmerange-les-Mines Douane ⥋ Thionville Foch Théâtre/Hélène Boucher | Volmerange-les-Mines Douane ⥋ Thionville Foch Théâtre/Hélène Boucher | Volmerange-les-Mines Douane ⥋ Thionville Foch Théâtre/Hélène Boucher |
| ----- | --- | -------------------------------------------------------------------- | -------------------------------------------------------------------- | -------------------------------------------------------------------- | -------------------------------------------------------------------- | -------------------------------------------------------------------- | -------------------------------------------------------------------- | -------------------------------------------------------------------- | -------------------------------------------------------------------- |
| 14d   | Ouverture / Fermeture — / 2016                                                                                                   | Longueur —                                                           | Durée 60 min                                                         | Nb. d’arrêts 31                                                      | Matériel Minibus Midibus                                             | Jours de fonctionnement D                                            | Jour / Soir / Nuit / Fêtes O / N / N / O                             | Voy. / an —                                                          | Exploitant Trans Fensch Transdev Grand Est                           |
| 14d   | Desserte : Thionville • Manom • Hettange-Grande Centre • Sœtrich • Escherange • Kanfen • Volmerange-les-Mines                    |                                                                      |                                                                      |                                                                      |                                                                      |                                                                      |                                                                      |                                                                      |                                                                      |
| 14d   | Autre : Section transfrontalière entre Volmerange et Dudelange supprimée en février 2014, à la suite du changement d'exploitant. |                                                                      |                                                                      |                                                                      |                                                                      |                                                                      |                                                                      |                                                                      |                                                                      |
| 14d   | Dernière actualisation : — |                                                                      |                                                                      |                                                                      |                                                                      |                                                                      |                                                                      |                                                                      |                                                                      |
| 37d   | Thionville Foch ⥋ Cattenom Synagogue                                                                                             | Thionville Foch ⥋ Cattenom Synagogue                                 | Thionville Foch ⥋ Cattenom Synagogue                                 | Thionville Foch ⥋ Cattenom Synagogue                                 | Thionville Foch ⥋ Cattenom Synagogue                                 | Thionville Foch ⥋ Cattenom Synagogue                                 | Thionville Foch ⥋ Cattenom Synagogue                                 | Thionville Foch ⥋ Cattenom Synagogue                                 | Thionville Foch ⥋ Cattenom Synagogue                                 |
| 37d   | Ouverture / Fermeture — / 2018                                                                                                   | Longueur —                                                           | Durée 25 min                                                         | Nb. d’arrêts 30                                                      | Matériel Standards                                                   | Jours de fonctionnement D                                            | Jour / Soir / Nuit / Fêtes O / N / N / O                             | Voy. / an —                                                          | Exploitant Trans Fensch                                              |
| 37d   | Desserte : Thionville Centre • Garche • Manom • Cattenom Kœking • Centre • Sentzich                                              |                                                                      |                                                                      |                                                                      |                                                                      |                                                                      |                                                                      |                                                                      |                                                                      |
| 37d   | Autre : Supprimée en 2018 à la suite des difficultés financières de l'exploitant.                                                |                                                                      |                                                                      |                                                                      |                                                                      |                                                                      |                                                                      |                                                                      |                                                                      |
| 37d   | Dernière actualisation : — |                                                                      |                                                                      |                                                                      |                                                                      |                                                                      |                                                                      |                                                                      |                                                                      |
| 53d   | Saint-Nicolas-en-Forêt Bout des Terres ⥋ Konacker Stand                                                                          | Saint-Nicolas-en-Forêt Bout des Terres ⥋ Konacker Stand              | Saint-Nicolas-en-Forêt Bout des Terres ⥋ Konacker Stand              | Saint-Nicolas-en-Forêt Bout des Terres ⥋ Konacker Stand              | Saint-Nicolas-en-Forêt Bout des Terres ⥋ Konacker Stand              | Saint-Nicolas-en-Forêt Bout des Terres ⥋ Konacker Stand              | Saint-Nicolas-en-Forêt Bout des Terres ⥋ Konacker Stand              | Saint-Nicolas-en-Forêt Bout des Terres ⥋ Konacker Stand              | Saint-Nicolas-en-Forêt Bout des Terres ⥋ Konacker Stand              |
| 53d   | Ouverture / Fermeture — / 2018                                                                                                   | Longueur —                                                           | Durée 25 min                                                         | Nb. d’arrêts 29                                                      | Matériel Standards                                                   | Jours de fonctionnement D                                            | Jour / Soir / Nuit / Fêtes O / N / N / O                             | Voy. / an —                                                          | Exploitant Trans Fensch                                              |
| 53d   | Desserte : Hayange Saint-Nicolas-en-Forêt • Centre • Nilvange • Konacker                                                         |                                                                      |                                                                      |                                                                      |                                                                      |                                                                      |                                                                      |                                                                      |                                                                      |
| 53d   | Autre : Supprimée en 2018 à la suite des difficultés financières de l'exploitant.                                                |                                                                      |                                                                      |                                                                      |                                                                      |                                                                      |                                                                      |                                                                      |                                                                      |
| 53d   | Dernière actualisation : — |                                                                      |                                                                      |                                                                      |                                                                      |                                                                      |                                                                      |                                                                      |                                                                      |